# Notre-Dame (Corme-Écluse)
Die ehemalige Prioratskirche Notre-Dame liegt in der französischen Gemeinde Corme-Écluse mit 1278 Einwohnern (Stand 1. Januar 2022) im Département Charente-Maritime in der Region Nouvelle-Aquitaine. Der Fassadenschmuck von Notre-Dame gehört zu den bedeutendsten Kleinoden der romanischen Baukunst in der Saintonge.

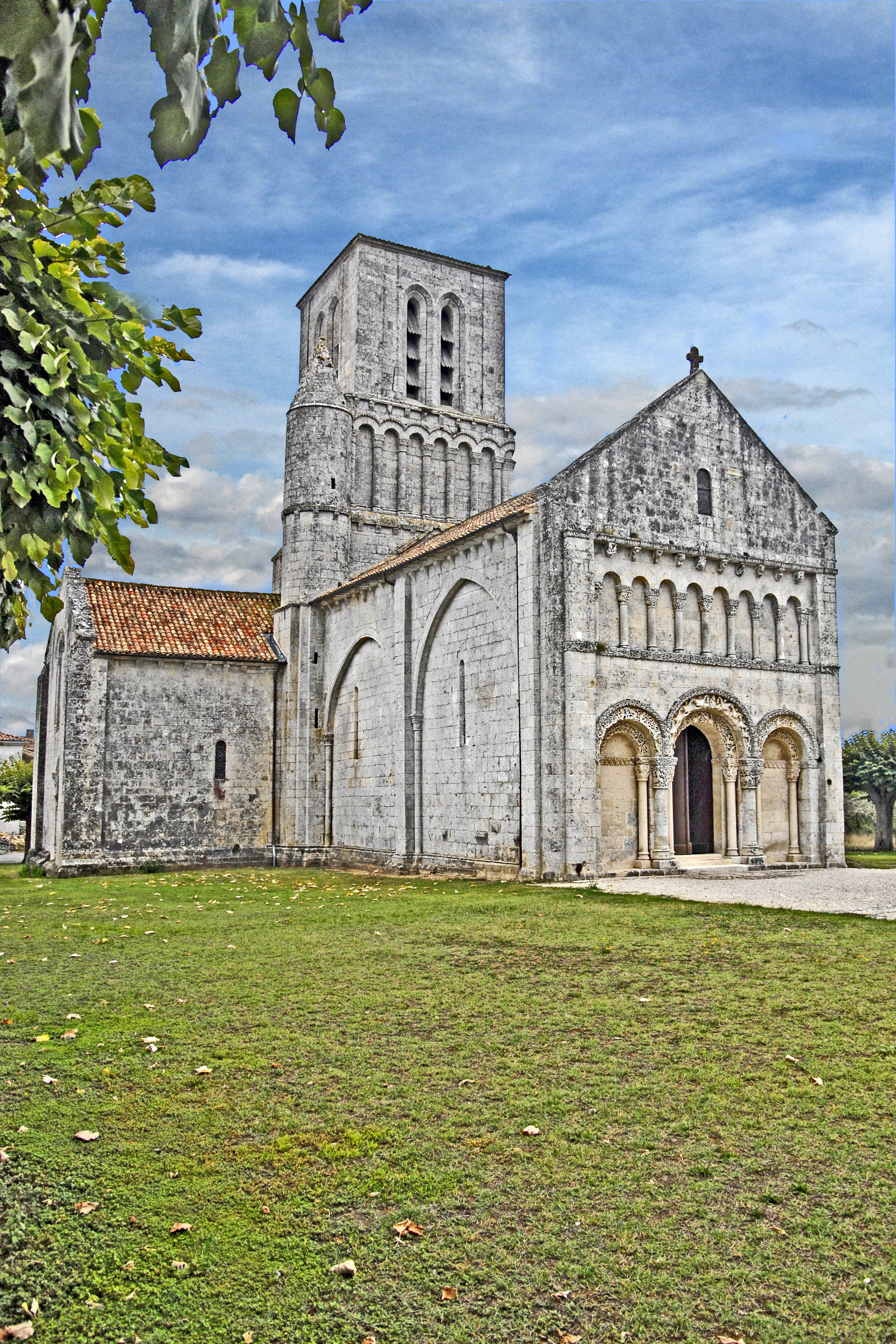
Notre-Dame Corme-Écluse, Ansicht von NW

## Geschichtliches

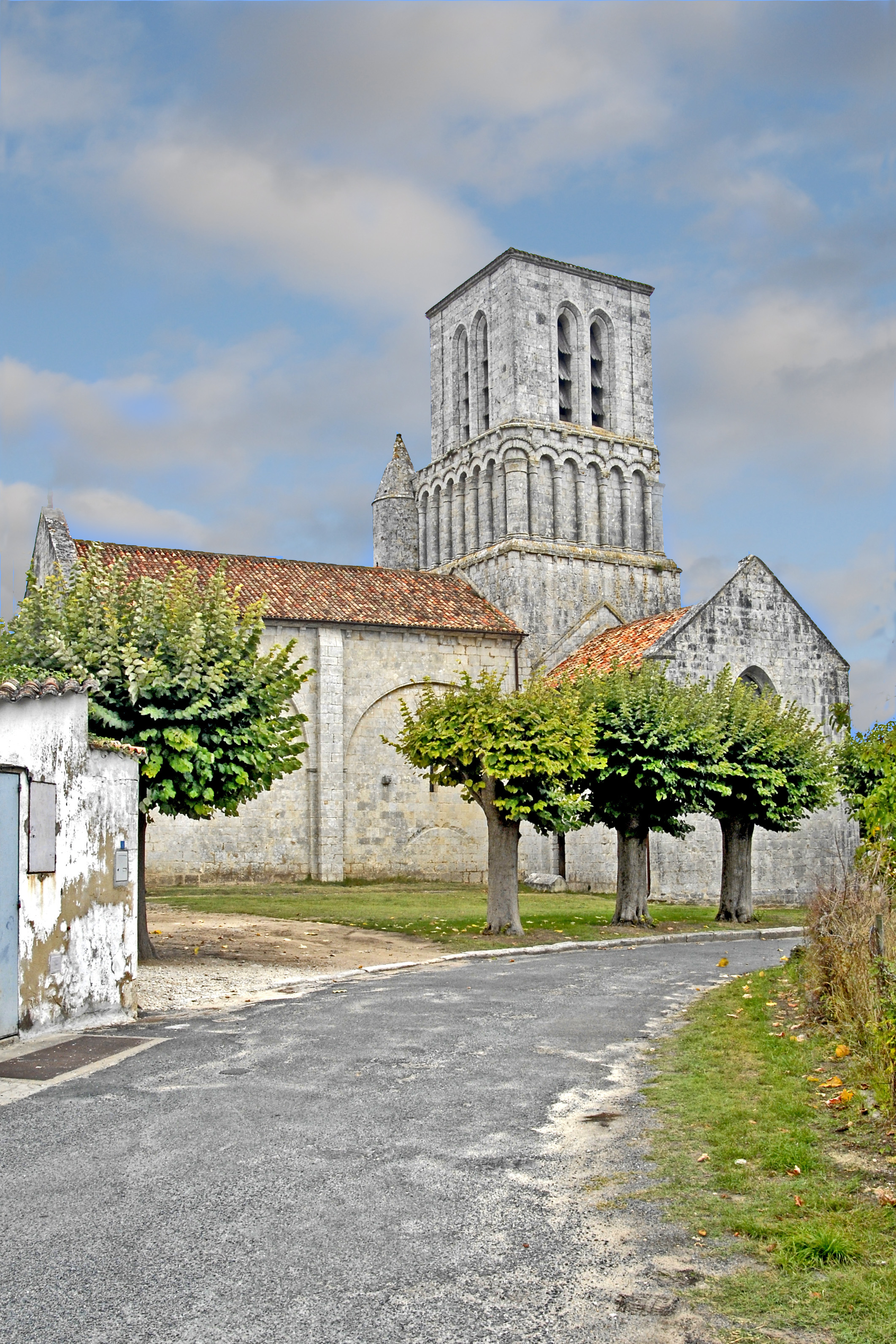
Ansicht von SW

Am 2. November 1047 wurde in Saintes die erste Kirche der Abtei konsekriert, die bald darauf von ihrer Gründerin Agnes von Burgund dem Orden der Benediktinerinnen übertragen wurde. Im Jahr 1081 hatte Guy-Geoffroy, Graf von Poitou und Herzog von Aquitanien die Organisation der Bauarbeiten an der großen Pilgerkirche Saint-Eutrope den Benediktinern der Abtei Cluny in Burgund übertragen, die deren Nutznießung einschloss. 
Die führende Rolle der cluniazensischen Benediktiner bei den Kirchenbauten in Saintes übertrug sich auch auf die Orte der Region.
Im Jahr 1104 genehmigte Ramnulfus Focauldi, von 1083 bis 1106 Bischof von Saintes, den Bau eines Priorates mit seiner Kirche Notre-Dame in Corme-Écluse. Das Priorat unterstand den Benediktinerinnen der Abbaye aux Dames in Saintes. Im Jahr 1200 wurden die Bauarbeiten vollendet und die Kirche mit einer Statue aus Eichenholz ausgestattet, die daraufhin ein beliebtes Wallfahrtsziel wurde. 
Die Kirche mit dem Grundriss eines lateinischen Kreuzes trägt etliche bis heute unveränderte Stilelemente der Cluniazenser, wie zum Beispiel die angespitzten Tonnen und Bögen.
Im 13. Jahrhundert erhielt der Stumpf des Vierungsturms, der eine Trompenkuppel einschloss, eine vertikale Erweiterung um ein ungewöhnlich hohes gotisches Stockwerk mit einer neuen Glockenstube. Dadurch haben sich damals schon die Proportionen des sehr hoch aufragenden Vierungsturms, gegenüber den romanischen Vorbildern der Region stark verändert. 
Die Zeiten des 13. bis zur Hälfte des 14. Jahrhunderts sind die weitgehend friedlichen Blütezeiten des mittelalterlichen Lebens und der Kirchen und Klöster, also auch vom Priorat Corme-Écluse. 
Die Geschehnisse des Hundertjährigen Krieges (1339–1453), der Auseinandersetzungen zwischen Frankreich und England um Aquitanien, der Hugenottenkriege (1562–1598) und der Französischen Revolution (1789) und deren Folgezeit, hinterließen auch Corme-Écluse nicht unberührt. 
So blieben von den Gebäuden des Priorates, die vermutlich wie bei fast allen Klöstern, auf der Südseite der Kirche angebaut waren, oberirdisch nichts übrig. Die noch vorhandene Tür in der Westwand des südlichen Querhausarms legt Zeugnis ab von der ehemaligen Verbindung zwischen Kirche und Priorat, dessen Kreuzgang sich in den Winkel aus südlicher Langhauswand und der vorgenannten Querhauswand hineinschmiegte. Möglicherweise gab es auch in der Südwand des südlichen Querhausarms noch einen direkten Zugang zu den Konventsräumen des Klosters. In der Regel waren dort der Kapitelsaal, das Refektorium und im Obergeschoss das Dormitorium angebaut.
Lediglich die Prioratskirche blieb weitgehend verschont von den Beschädigungen oder gar Zerstörungen dieser Zeiten. Vor allem der wertvolle Skulpturenschmuck der Fassade zeigt, abgesehen von Spuren der Verwitterung, keine mutwillig zugefügten Schäden. 
Es mussten an dieser Kirche auch keine Strebepfeiler oder andere Konstruktionsverstärkungen – weder außen noch innen – angefügt werden, wie man sie an fast allen Bauwerken dieser Epoche vorfinden kann. Das ist nicht zuletzt ein Zeichen für ein hervorragendes statisches Tragwerk, vor allem hinsichtlich der Mauerwerks- und Gewölbetechniken und eines zuverlässigen Baugrundes.
Abgesehen von der Erhöhung des Vierungsturms im 13. Jahrhundert zeigt sich das Kirchenbauwerk im Wesentlichen in seiner Originalsubstanz aus dem 12. Jahrhundert.

## Das Bauwerk
Innere Abmessungen (zirka):

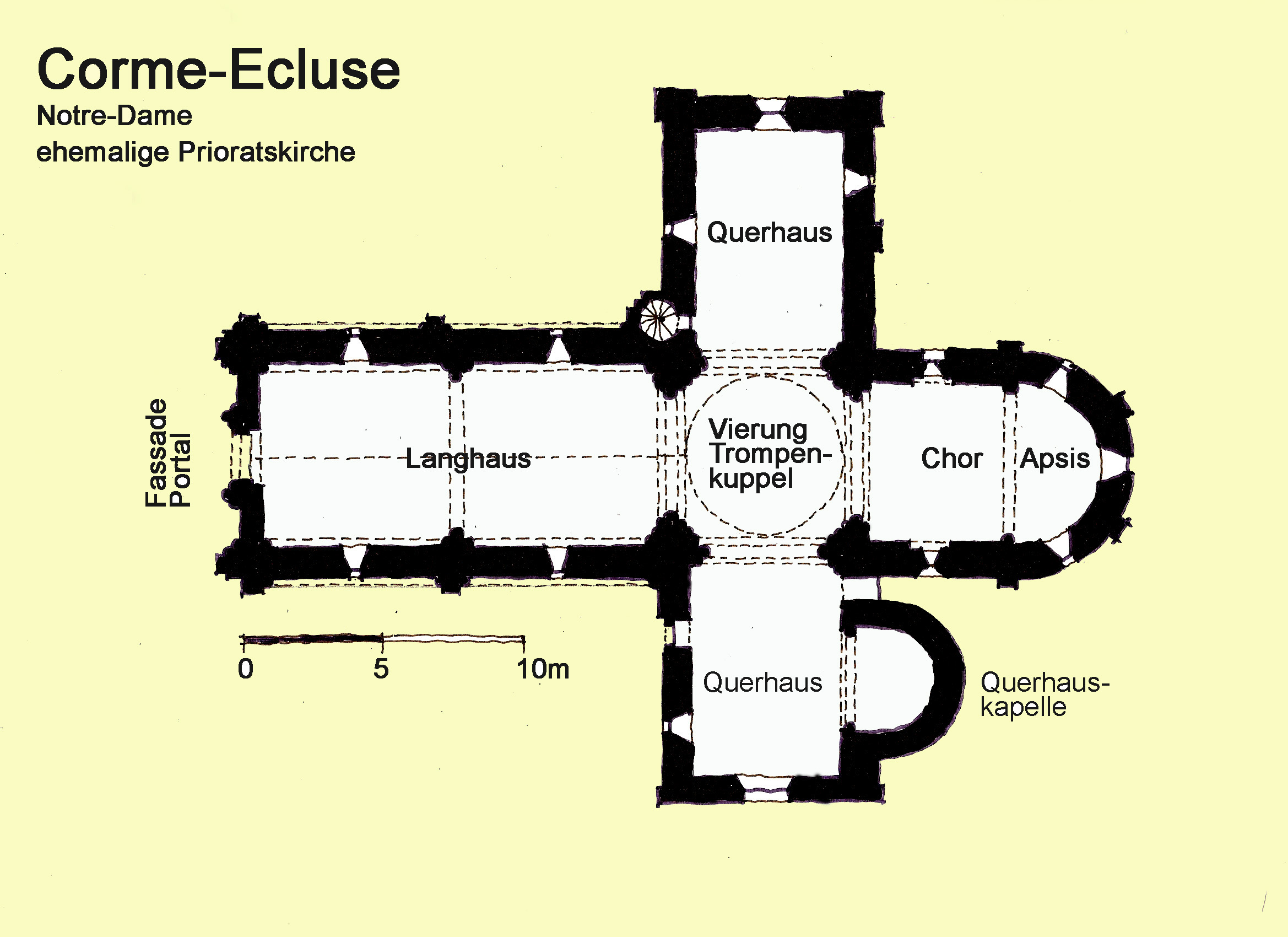
Grundriss (Handskizze)

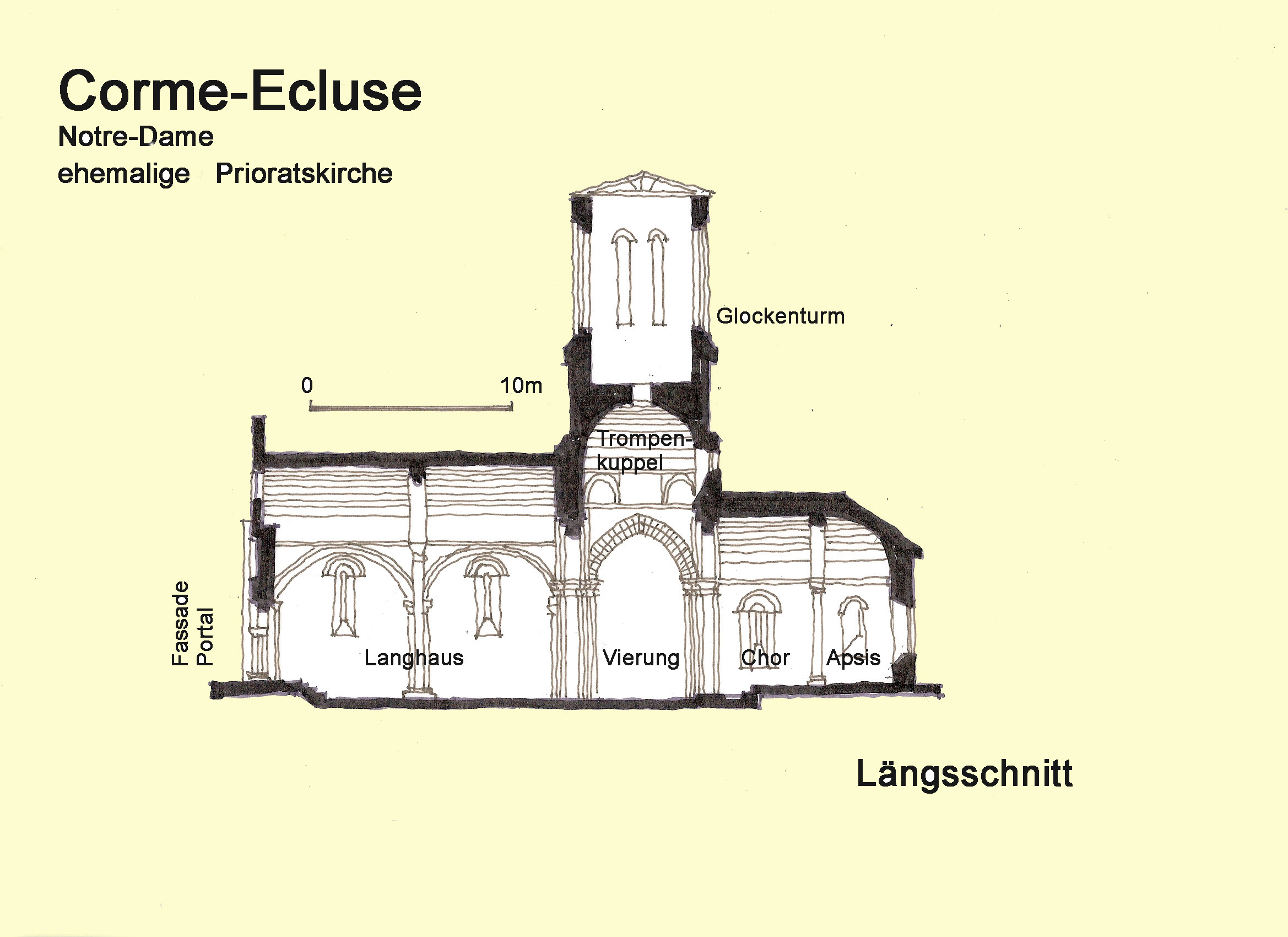
Längsschnitt (Handskizze)

- Schiff (Breite mal Länge): 7,0 × 14,6 m
- Querhaus (Breite mal Länge, über Vierung hinweg): 5,4 × 22,9 m
- Chor (Breite mal Länge, inklusive Apsis): 5,5 × 8,2 m
- Höhe Schiff: 11,5 m
- Höhe Querhausarme: 9,5 m
- Höhe Chor: 8,7 m
- Höhe Vierungskuppel: 14,9 m
- Bodenversatz Eingang/Schiff: 60 cm

Äußere Abmessungen ohne Wandpfeiler (zirka):
- Länge (Westfassade bis Chorapsis): 31,4 m
- Breite (Querhauslänge): 24,9 m
- Langhauslänge: 14,6 m
- Langhausbreite: 8,2 m
- Querhausbreite: 7,4 m
- Chorbreite: 7,8 m
- Chorlänge: 7,8 m
- Turmhöhe: 26,0 m

### Inneres

#### Langhaus

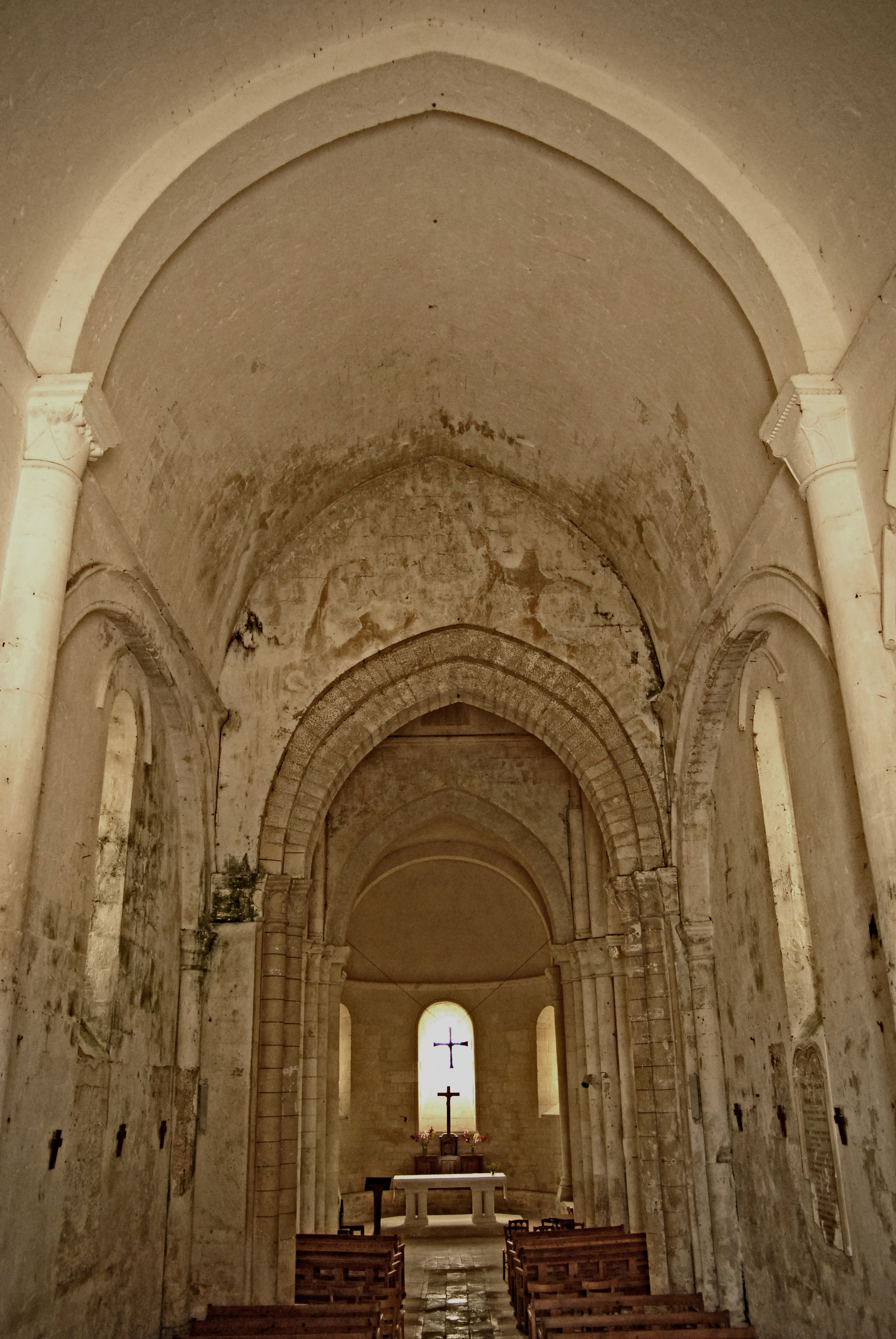
Schiff aus Joch 1

Das einschiffige Langhaus ist durch einen im Querschnitt rechteckigen Gurtbogen in zwei fast gleich breite Joche aufgeteilt. Der Bogen und die anschließenden Gewölbe sind der Tradition der cluniazensischen Baumeister entsprechend leicht angespitzt. Die Bogenansätze stehen auf hohen profilierten Kämpfern, die schlicht gestaltete Kapitelle abdecken, die von Bündelpfeilern getragen werden. Die Gewölbeansätze stehen auf unterseitig abgeschrägten Kraggesimsen in Höhenlage der vorgenannten Kämpfer.
Die Wände des Schiffs werden zwischen den Bündelpfeilern mit je zwei Blendarkaden in Breite der Joche gegliedert. Die großen Arkadenbögen in Form von Kreisabschnitten bestehen aus im Querschnitt fast quadratischen Keilsteinen mit gerundeten Sichtkanten, die außenseitig von schmalen gerundeten Kragprofilen überfangen werden. Die Bogenscheitel reichen bis unter das Kraggesims unter dem Gewölbeansatz. Die Bögen stehen an beiden Enden auf schlanken Rundsäulen, die in die Ecken der die Bogennischen begrenzenden Bauelemente eingefügt sind und diese begleiten. Bögen und Säulchen werden durch schlichte Kapitelle und Kämpfer getrennt. 
In jedem Blendarkadenbogen ist ein schlankes schlitzartiges Rundbogenfenster ausgespart, dessen Gewände sich allseitig nach innen stark aufweiten. Der einzige Schmuck der Fenster ist je ein schlankes halbkreisförmiges Kragprofil, das die glatten Keilsteine der Fensterbögen überfängt und oberseitig knapp unter die Blendarkadenbögen reicht. 

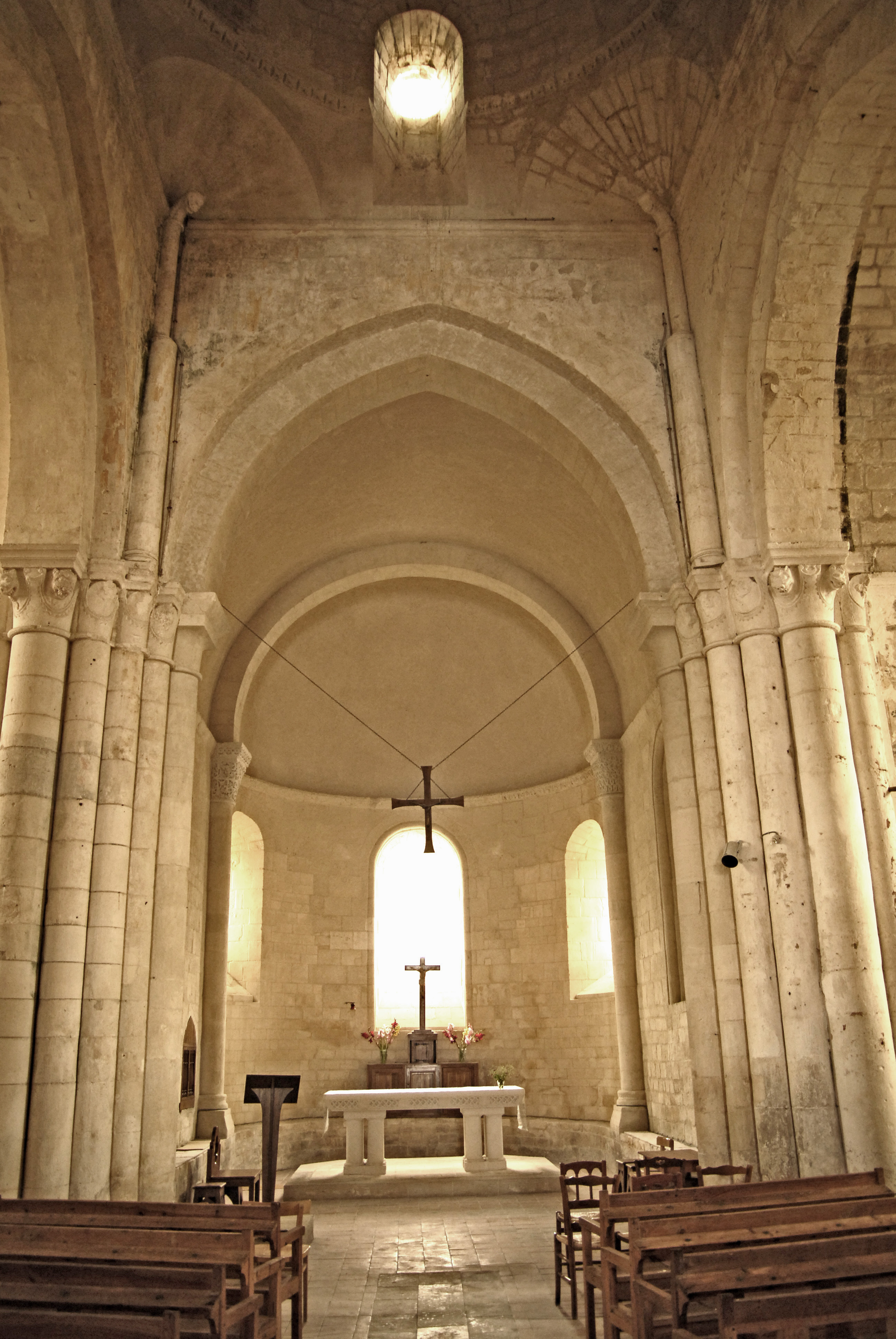
Chor aus Vierung

Die Westwand verfügt weit über dem Eingangsportal, knapp unter dem Gewölbescheitel, über ein kleines rundbogiges Fenster. Bei der gegenüber liegenden Vierungswand fällt auf, dass die Öffnung, die mit einem leicht angespitzten Bogen überdeckt ist, nicht axial zum Schiff, sondern leicht nach rechts versetzt angeordnet worden ist. Auf der nördlichen Seite der Öffnung gibt es daher ein kurzes Stück glatte Wand des Querhauses.

#### Querhaus und Vierung
Das Mittelstück des Querhauses, die Vierung, besitzt in ihren vier Seitenwänden nahezu gleich große Öffnungen, deren leicht angespitzte Bögen geringfügig niedriger sind als die Gewölbe der Querhausarme und des Chors. Die Bögen bestehen aus zwei Schichten glatter Keilsteine. Die obere ist so breit wie die darauf aufstehende Wand und schließt mit ihr bündig ab. Die untere/innere Keilsteinschicht ist deutlich zurückversetzt und etwas breiter, als die sie tragenden Dienste. Der zum Schiff hin weisende Triumphbogen besteht aus drei Schichten Keilsteinen, allerdings mit geringeren Rückversätzen untereinander.

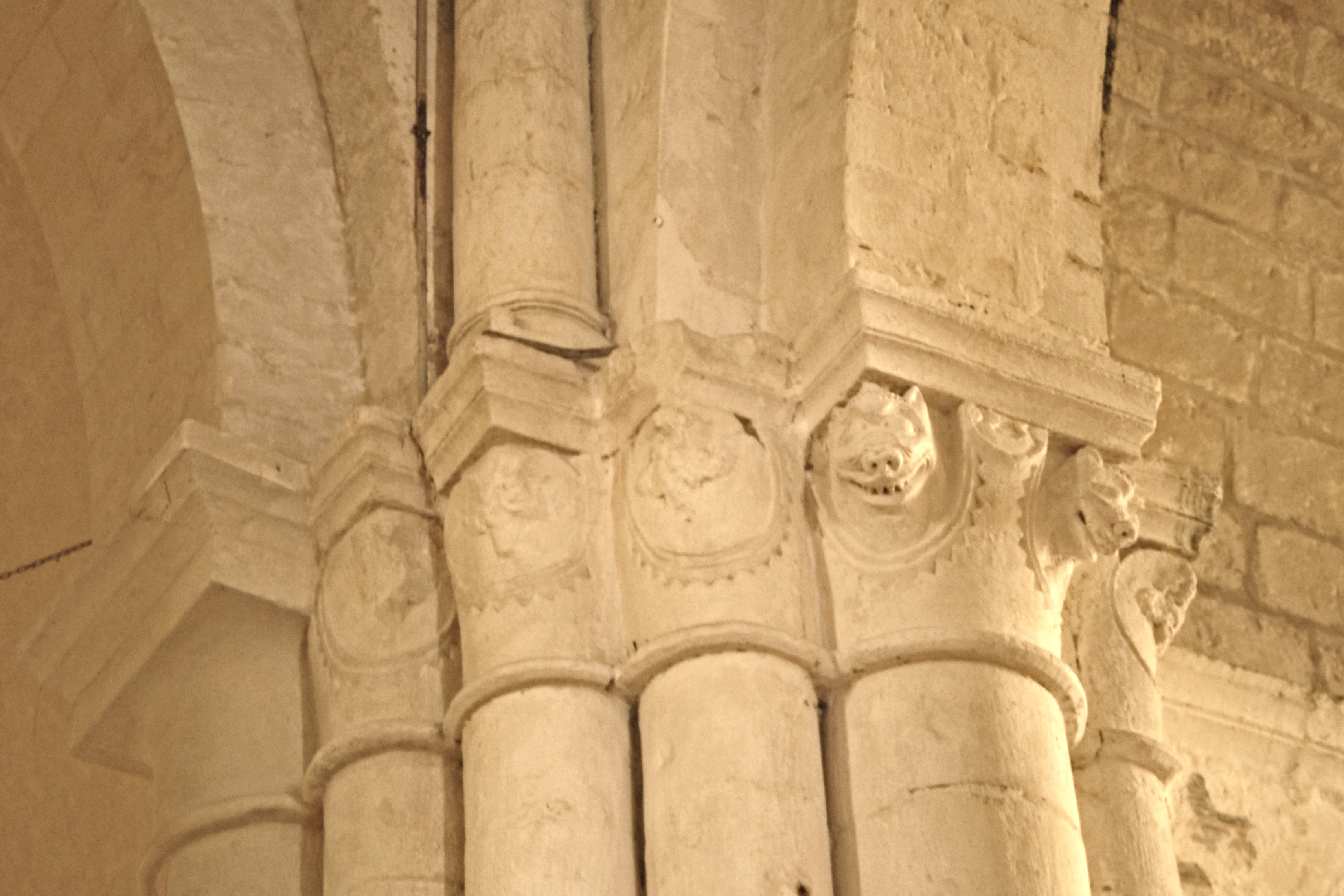
Vierungsbündelpfeiler

Die Bündelpfeiler der Vierung bestehen zunächst aus den am weitesten hervorragenden, „alten“ halbrunden Diensten, welche die untere/innere Keilsteinschicht der Bögen tragen. Sie werden auf beiden Seiten begleitet von „jüngeren“ Diensten, die die oberen/äußeren Keilsteinschicht tragen. Zwischen den vorgenannten Begleitern verbleibt, zur Vierungsmitte weisend, ein Schlitz, in den exakt eine weitere gleich dicke Säule hineingestellt ist. Die vier Pfeilerbündel werden bekrönt von entsprechenden Kapitellbündeln und Kämpfern, auf denen die oben aufgezeigten Lasten der Vierungswände aufliegen. Die meisten Kapitelle tragen auf ihren Ecken je einen zähnefletschenden Raubtierkopf, vermutlich der eines Löwen. Der Rest des Kapitells wird durch eine eher schlichte Gestaltung mit glatten Oberflächen komplettiert. Andere Kapitelle sind gänzlich schlicht gearbeitet. Die Kämpferplatten sind mehrfach profiliert.
Die das Vierungsquadrat umschließenden Wände reichen etwa einen Meter höher als die Scheitel der Vierungsbögen und schließen mit einem profilierten Kraggesims ab. In die Ecken der Vierung ist je eine unbelastete schlanke Rundsäule gestellt, die vom zugehörigen Kämpfer bis zum vorgenannten Kraggesims reicht. Die Säulen wechseln im oberen Bereich ihre Dimension und werden deutlich schlanker. Ihre oberen Enden werden bekrönt von leicht nach innen geneigten Löwenköpfchen.

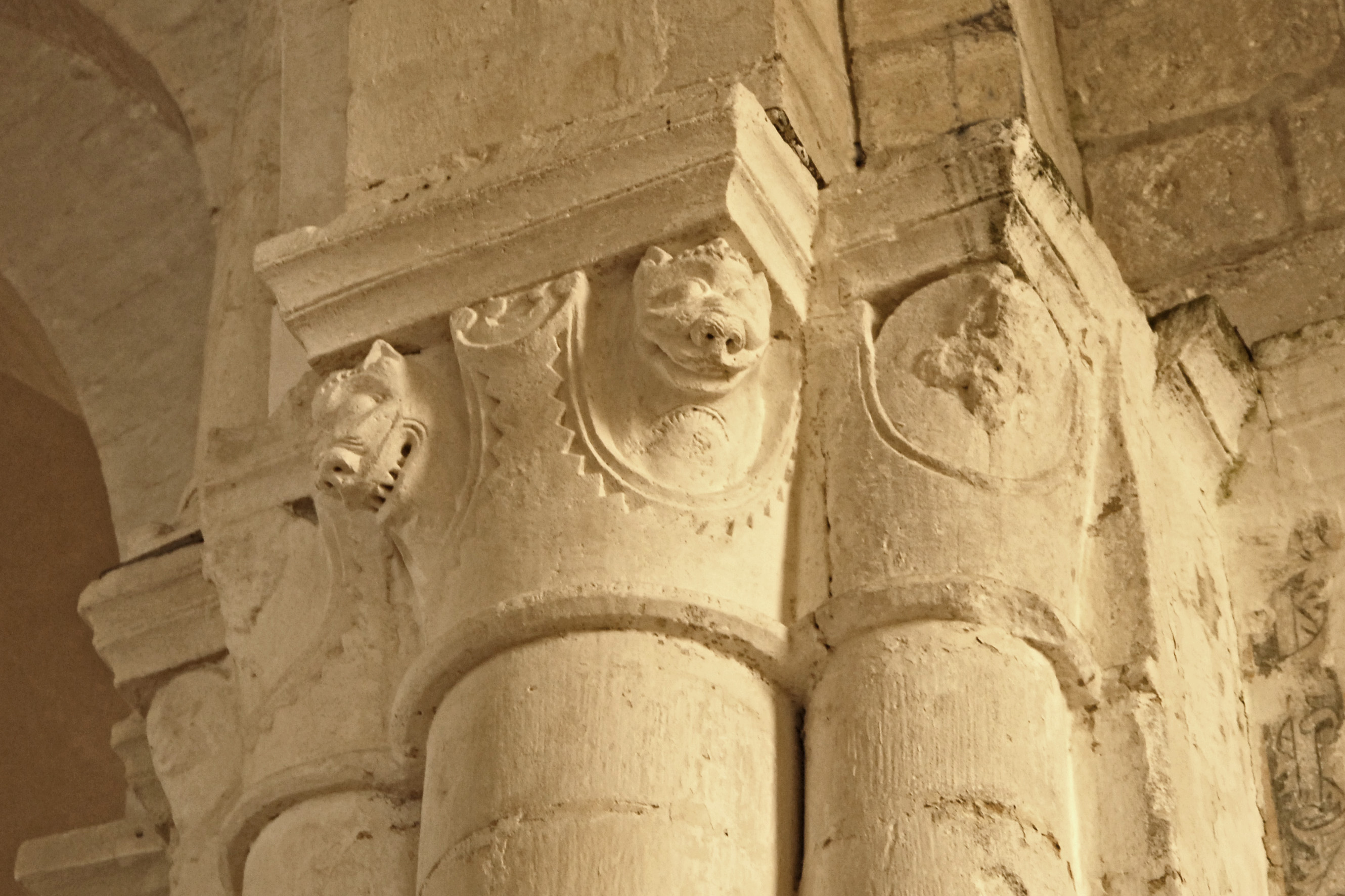
Vierungskapitelle

Darüber folgt die Trompenzone, in der fächerförmig gewölbte Trompen vom Vierungsquadrat zum unteren Kreis der halbkugelförmigen Kuppel überleiten. Der untere Kuppelrand wird durch ein skulptiertes Kraggesims markiert. Auf der Ostwand öffnet sich zwischen zwei Trompen ein kleines rundbogiges Fenster, mit nach innen aufgeweitetem Gewände und steil nach unten abgeschrägter Bank. Das Fenster reicht mit einer Stichkappe noch weit in die Kuppel hinein. Im Scheitel der Trompenkuppel ist eine kreisrunde Öffnung ausgespart, durch welche die Glocken transportiert werden konnten.

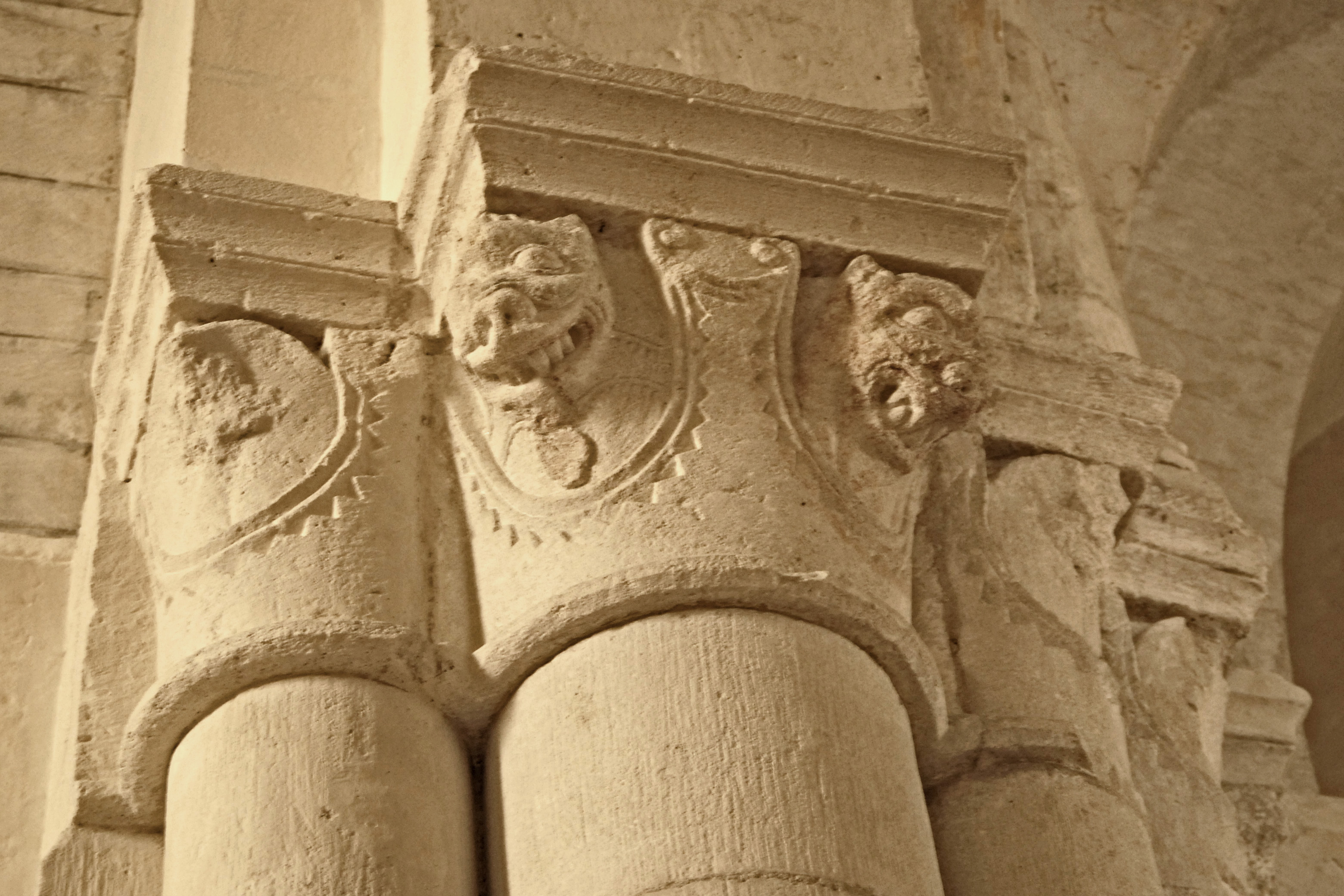
Vierungskapitelle

Die Querhausarme weisen einen rechteckigen Grundriss auf. Im nördlichen Querhausarm ist auf der Ost- und Westwand je ein kleines schlitzförmiges Fenster mit rundbogiger Überdeckung ausgespart. Ein etwas größeres Rundbogenfenster zentral in der oberen Zone der Nordwand, belichtet den Raum zusätzlich.
In dieser Wand gibt es in der westlichen Ecke ein kleines rundbogiges Portal. Im südlichen Querhausarm weist die Westwand ein schlitzartiges Fenster und eine Tür auf, der Zugang vom ehemaligen Kreuzgang. Die Südwand besitzt das größte Fenster der Kirche. Es ist mit einem Spitzbogen überdeckt. Etwa mittig in der Ostwand öffnet sich eine Querhauskapelle mit einer halbkreisförmigen Apsis, von einer Kalotte eingewölbt.

#### Chor
Hinter dem Triumphbogen öffnet sich das fast quadratische Joch des Chors, das von einer runden Tonne überwölbt wird. Die Chorapsis mit einem halbkreisförmigen Grundriss ist mit einer Kalotte eingewölbt. Apsis und Joch werden getrennt von einem im Querschnitt rechteckigen Gurtbogen, der von Halbsäulen getragen wird. Die Kapitelle sind aufwändig mit üppigem Rankenwerk skulptiert. Die profilierten Kämpfer in Höhe der Bogenansätze werden auf den Wänden als skulptierte Kraggesimse fortgesetzt. Das zentrale rundbogige Fenster in der Apsis ist etwas größer als die beiden benachbarten. Alle drei Fenster besitzen allseitig stark aufgeweitete Gewände. Die beiden Fenster im Chorjoch werden zusätzlich von Rückversätzen der Gewändekanten und deren Profilierungen geschmückt.

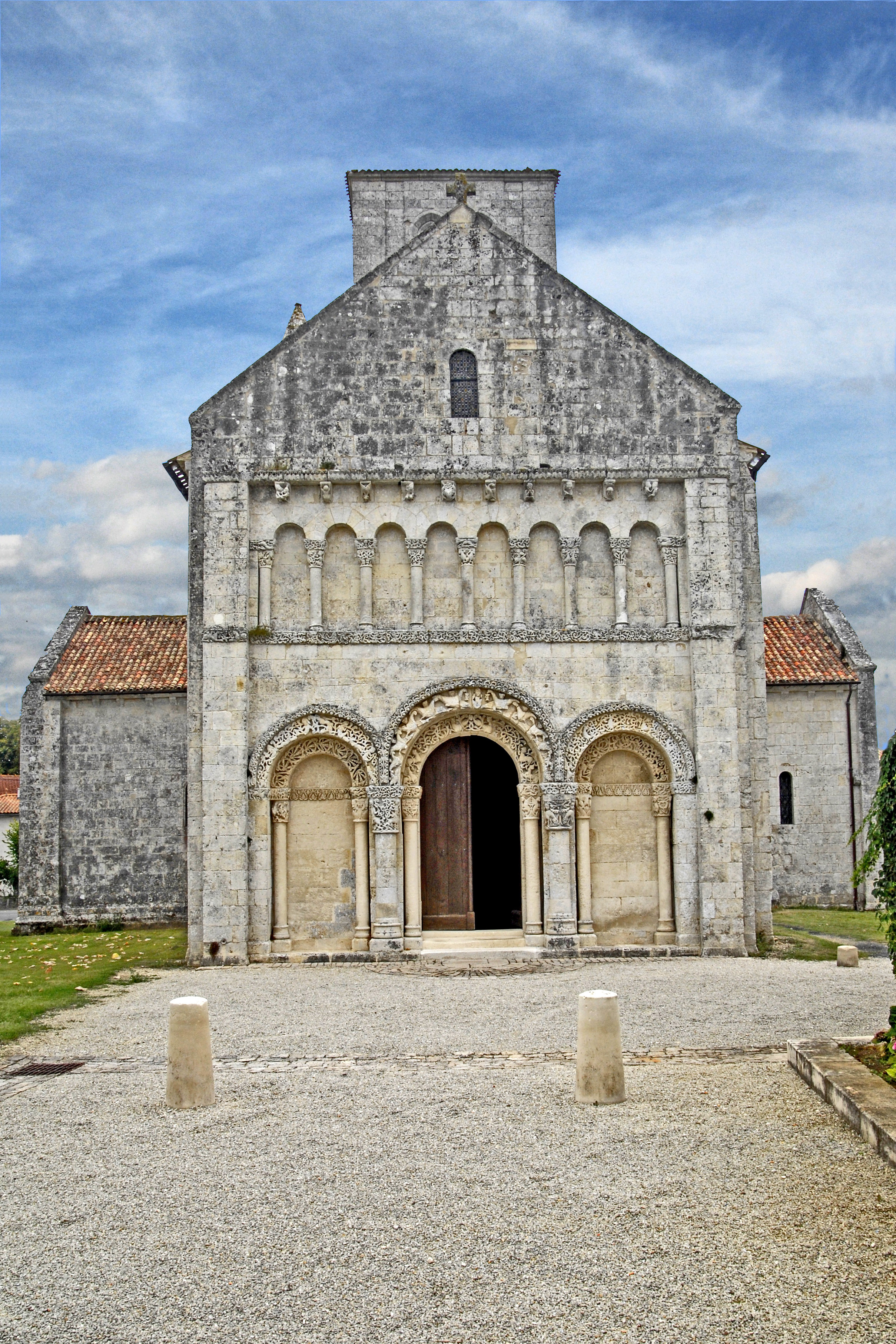
Fassade von West

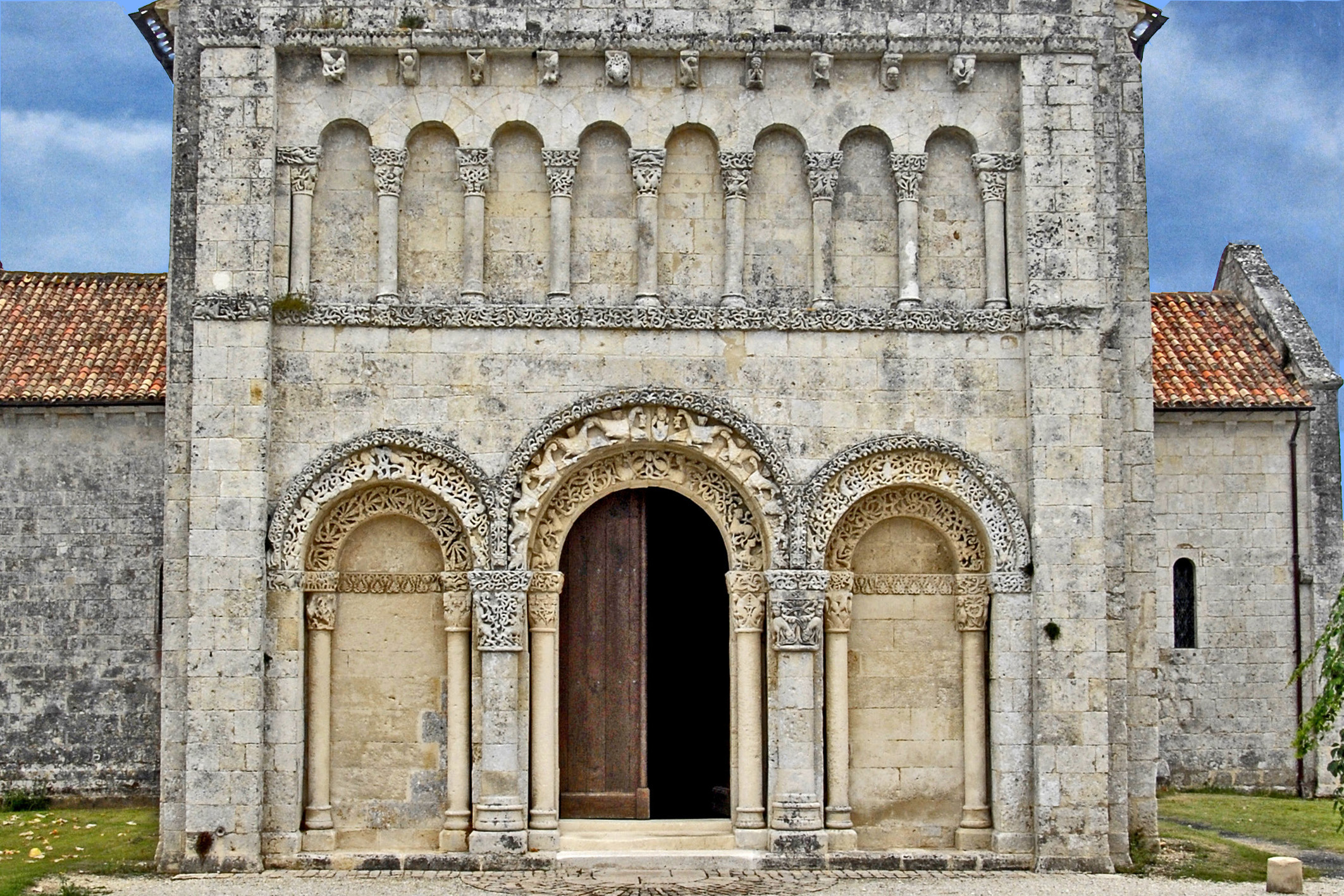
Fassade, Erd- und Obergeschoss

### Äußere Gestalt

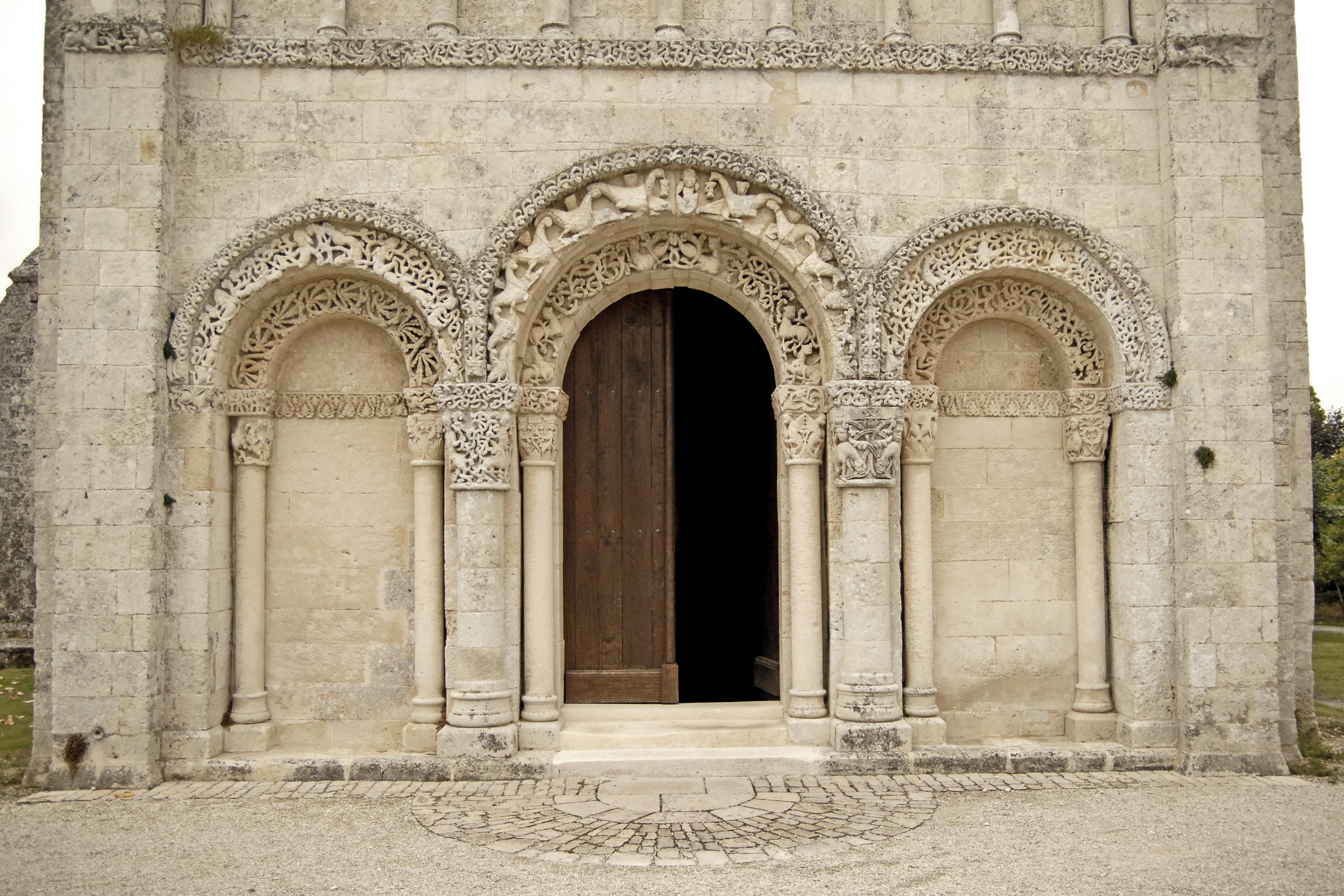
Fassade, Erdgeschoss

#### Langhaus
Auch äußerlich ist gut zu erkennen, dass das Langhaus höher ist als Querhaus und Chor. Jeweils zwei kräftige rechteckige Wandpfeiler teilen die Nord- und Südwand in zwei Joche. Ähnlich den Wandgliederungen der Innenseiten sind auch außen je zwei große Blendarkaden in Breite der Joche angebracht worden. Das Zurücktreten der Bogennischen auf beiden Wandseiten hatte offensichtlich neben der dekorativen, auch materialsparende Bedeutung. Die im Querschnitt quadratischen Bögen aus Keilsteinen sind an ihren Sichtkanten ausgerundet und stehen auf schlanken, die Wandpfeiler begleitenden Rundsäulen. Auf der Südseite sind die Querschnitte der Begleiter quadratisch. Die Begleiter werden von einfach skulptierten Kapitellen und profilierten Kämpfern gekrönt. Die Bögen im zweiten Joch sind Kreisabschnitte, die im ersten Joch sind angespitzt und reichen deutlich höher hinauf, als ihre Nachbarn. Die Fensteröffnungen entsprechen denen des Abschnitts: Inneres/Langhaus. Sie sehen aber von außen eher wie Schießscharten aus.
Die Dacheindeckung des Satteldachs, mit etwa 40 Grad Dachneigung, besteht aus römischen Hohlziegeln in verschiedenen Rottönen. Unter den weit ausladenden Dachüberständen der Langhausseiten liegen hölzerne Fußpfetten auf einfach skulptierten Kragsteinen. Die Traufen mit kupfernen Dachrinnen überragen noch deutlich die Pfeilervorlagen. 

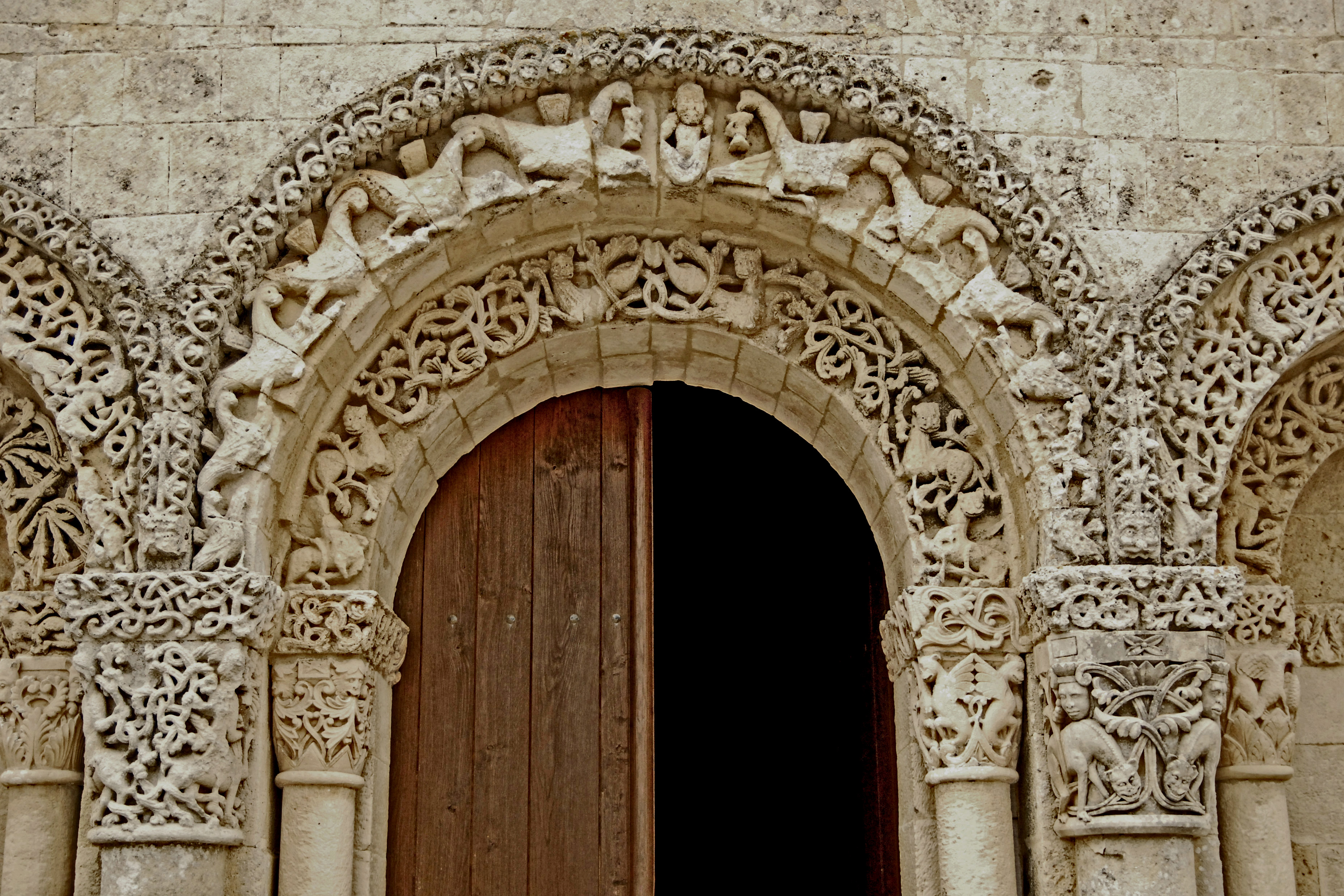
Archivoltenhauptportal

Der Fuß der nördlichen Langhauswand besteht aus einem profilierten und mehrfach abgestuften, bis 50 cm hohen Sockel, der auch um die Wandpfeiler herumläuft. Auf der Südseite ist kein Sockel festzustellen, vermutlich, weil dort einmal der Kreuzgang angebaut war. 
Westwand des Langhauses: siehe separaten Abschnitt „Fassade“.

#### Querhaus mit Glockenturm
Die Dächer der Querhausarme liegen deutlich tiefer als das des Langhauses. Der nördliche Querhausarm weist auf den Gebäudeecken in beide Richtungen rechtwinklige Wandpfeiler auf, und noch eine etwa in der Mitte der Ostwand. Die Fenster- und Türöffnungen entsprechen denen des Abschnitts: Inneres/Querhaus.

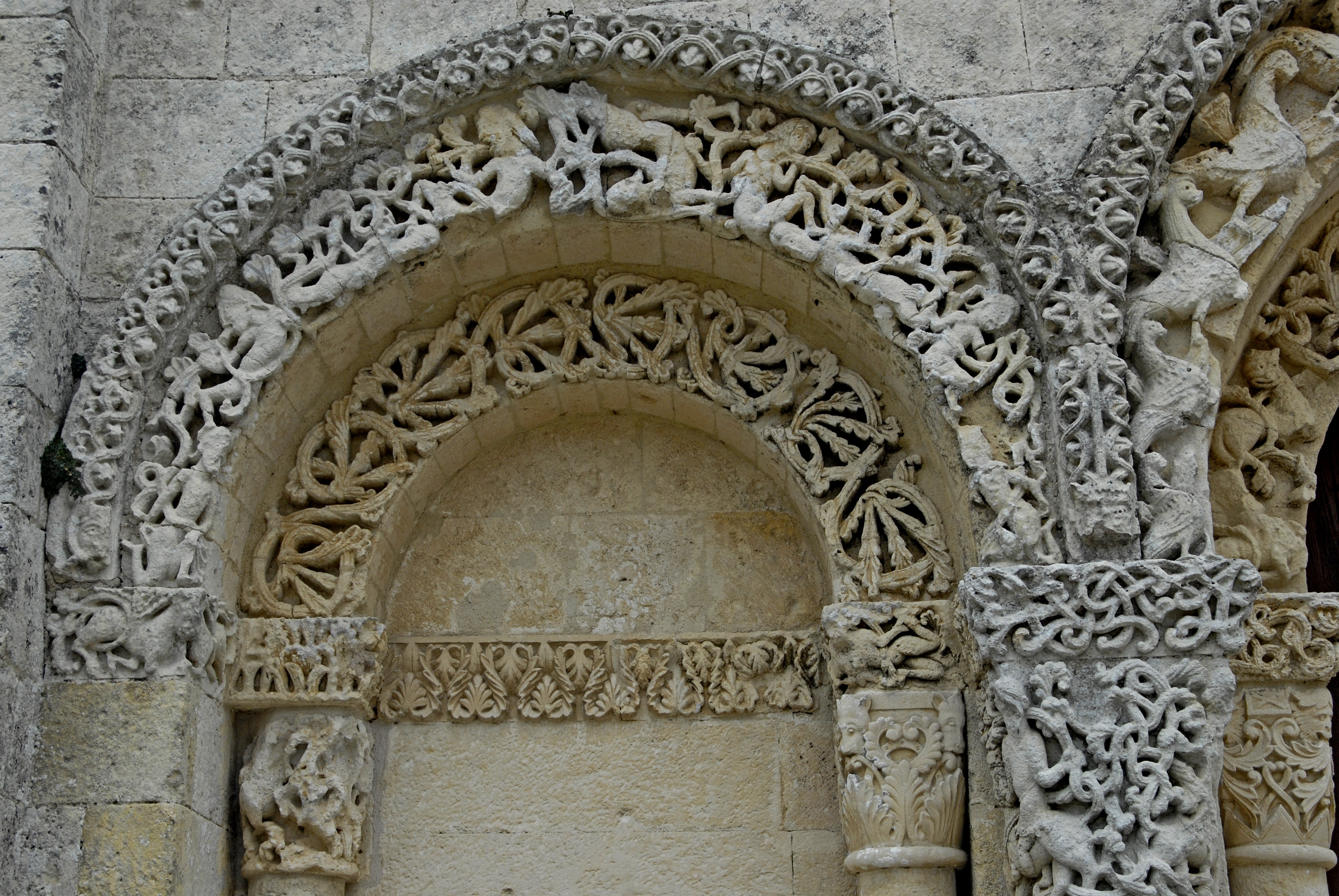
Linkes Archivoltenscheinportal

Das kleine Portal und zusätzlicher Nebeneingang (vielleicht von einem Friedhof ?) in der Nordwand des nördlichen Querhausarms ist hier als dreistufiges Archivoltenportal ausgeschmückt. Die Archivoltenbögen wie auch deren „Pfeiler“ sind vom Steinmetz aus quadratischen Querschnitten herausgearbeitet worden, und zwar auf den Kanten als Rundstab, an den jeweils eine Hohlkehle anschließt, die dann von einem flachen Band abgeschlossen wird. Der äußere Bogen wird von einem pflanzlich skulptierten Schmuckband überfangen. Die Skulptur der Kapitelle ist pflanzlich strukturiert, die Kämpfer und Basen sind profiliert. 
Der Südliche Querhausarm besitzt nur auf der Ost- und Westwand an den äußeren Enden rechteckige Wandpfeiler. Die Türen und Fenster entsprechen denen des Abschnitts: Inneres/Querhaus. Die Ostwand des südlichen Querhausarms wird dominiert durch die Ausbuchtung der Apsis der Querhauskapelle. Sie wird mit einem Kegeldach abgedeckt.

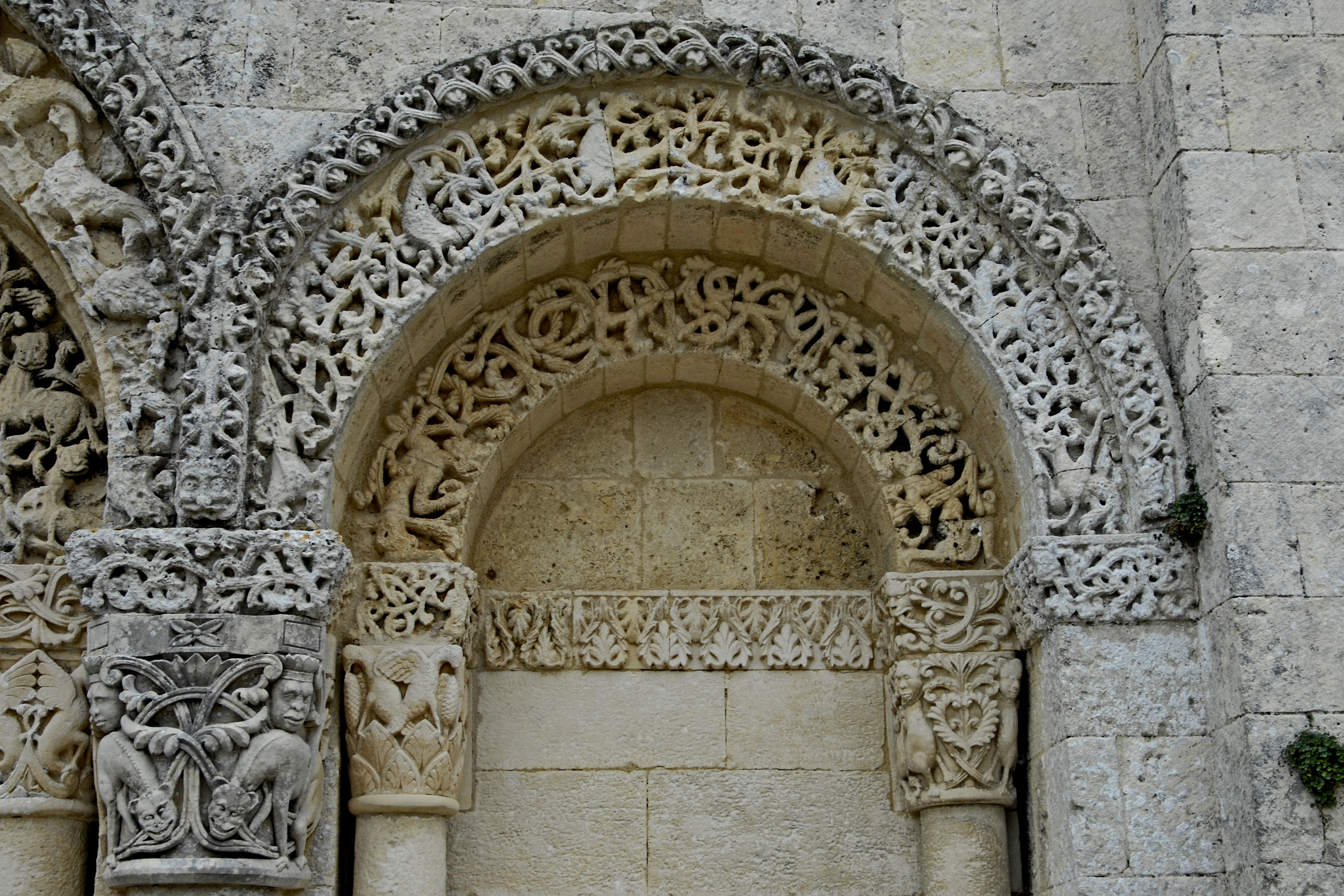
Rechtes Archivoltenscheinportal

Beide Giebelwände des Querhauses überragen die Satteldächer der Querhausarme geringfügig. Die Traufausbildungen ähneln denen des Langhauses, laden aber nicht so weit aus. Die Dacheindeckungen und Dachneigungen entsprechen denen des Langhauses.
Der Glockenturm ragt über der quadratischen Vierung auf. Das allseitig geschlossene glattflächige Sockelgeschoss wird abgeschlossen durch ein schmaleres rechteckiges Kraggesims, das von einfach skulptierten Kragsteinen unterstützt wird. Das Gesims verläuft knapp über dem First des Langhauses hinweg. Die Firste und Dachflächen der anderen Bauteile schließen deutlich tiefer an. Auf der Chorseite reicht die Höhe für den Einbau eines kleinen rundbogigen Fensters, das die Vierung belichtet.

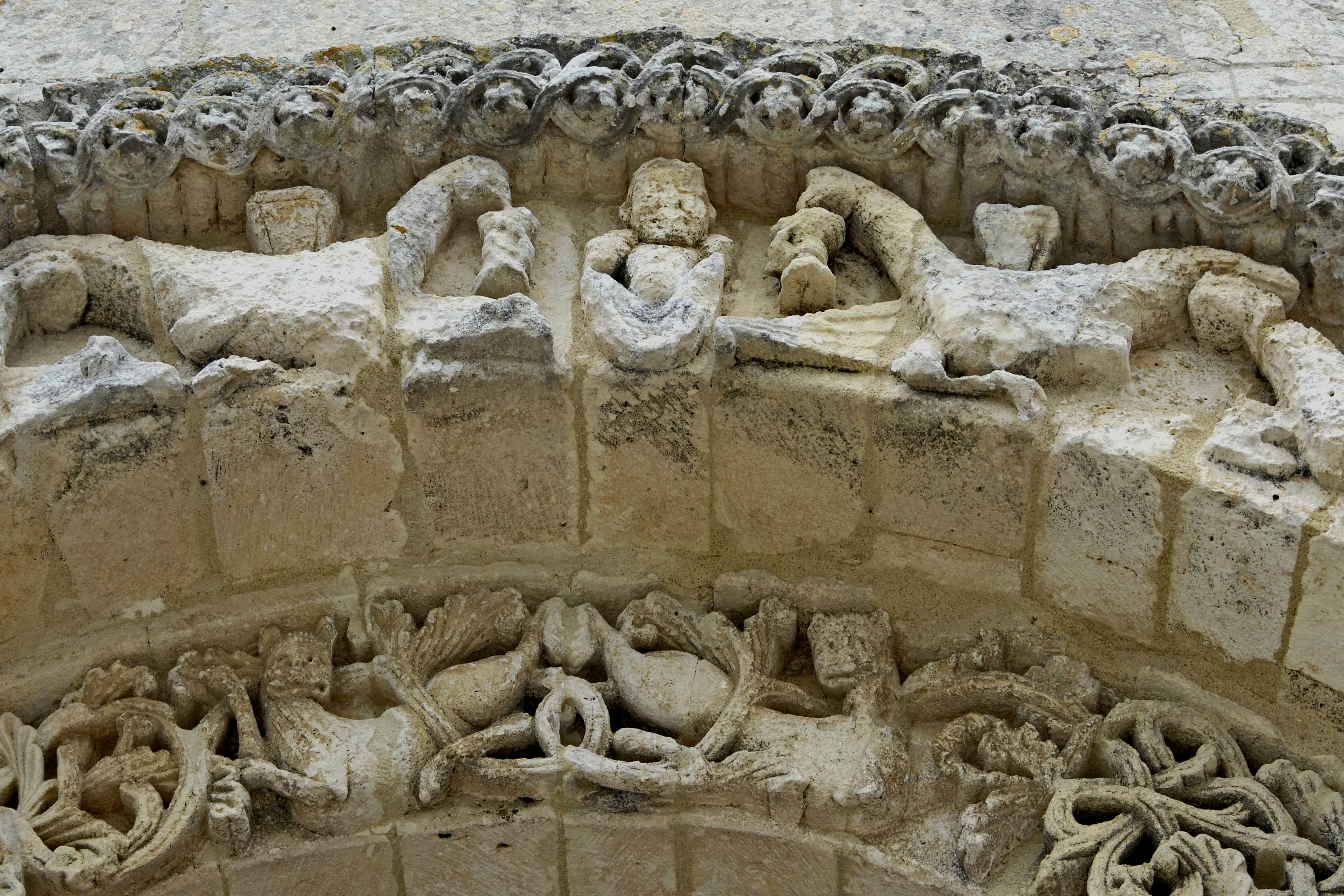
Hauptportal, Scheitel Archivoltenbögen

Über dem Kraggesims folgt ein wesentlich breiterer Sockel, der in mehreren Stufen teils auch abgeschrägt zurückspringt. Darauf folgt ein etwa 4,5 m hohes Blendarkadengeschoss, das oben mit einem schmalen geometrisch skulptierten Kraggesims abgeschlossen und von skulptierten Kragsteinen unterstützt wird. Nicht weit darunter befinden sich auf jeder Seite die wandoberflächenbündigen Keilsteinbögen von fünf eng gestellten Blendarkaden, zuzüglich zwei halbe an den Turmecken. Die Bögen stehen auf Rundsäulen mit schlicht gestalteten Kapitellen mit profilierten Kämpfern und mit profilierten Basen. Die Keilsteinbögen werden von schlanken, geometrisch skulptierten Kragprofile überfangen. In die an den Turmecken aufeinandertreffenden halben Arkaden sind zur Unterstützung der Auflasten dicke Rundsäulen eingestellt, mit schlichten Kapitellen und profilierten Kämpfern und Basen. 
Das ganze Arkadengeschoss gehörte zum Vierungsturm des 12. Jahrhunderts. Etwa in halber Höhe und unmittelbar über der Vierungskuppel befindet sich der Boden der heutigen Glockenstube. 
Über dem Arkadengeschoss folgt ein weiterer Rücksprung zur gotischen Aufstockung des 13. Jahrhunderts um etwa 7,8 m. Die Wandoberflächen sind glatt und an den Ecken durch kaum auftragende Lisenen verstärkt. Einziger Schmuck bilden auf jeder Turmseite zwei schlanke spitzbogige Schallluken, deren Gewändekanten nach außen abgeschrägt sind. Das Turmdach ist ein sehr flach geneigtes Pyramidendach, das mit roten Ziegeln eingedeckt ist.

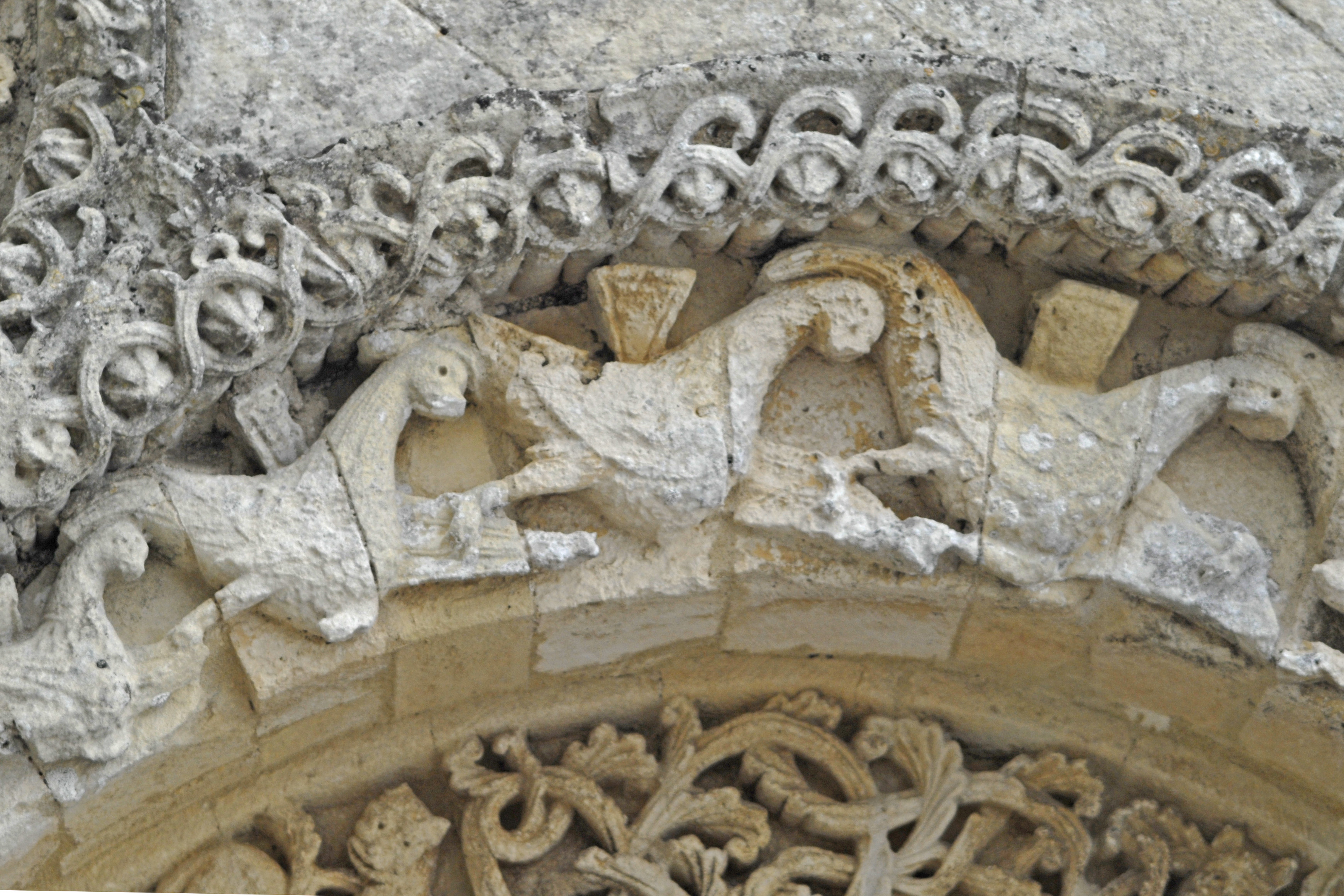
Hauptporta, Detail rennende Hühner

Im Winkel zwischen Langhaus und nördlichem Querhaus ist ein schlankes Treppenhaus mit einer Spindeltreppe eingebaut, die vom Erdgeschoss bis in die Glockenstube führt.
Bis in die Traufhöhe des Langhauses ist die Außenwand der Treppe im Grundriss in rechtwinkligen Abstufungen ausgebildet. Darüber beginnt ein kreisrunder Treppenturm, der an der nordwestlichen Turmecke hoch geführt ist, und etwas über dem oberen Abschluss des Blendarkadengeschosses mit einem spitzen Kegel endet.

#### Chor

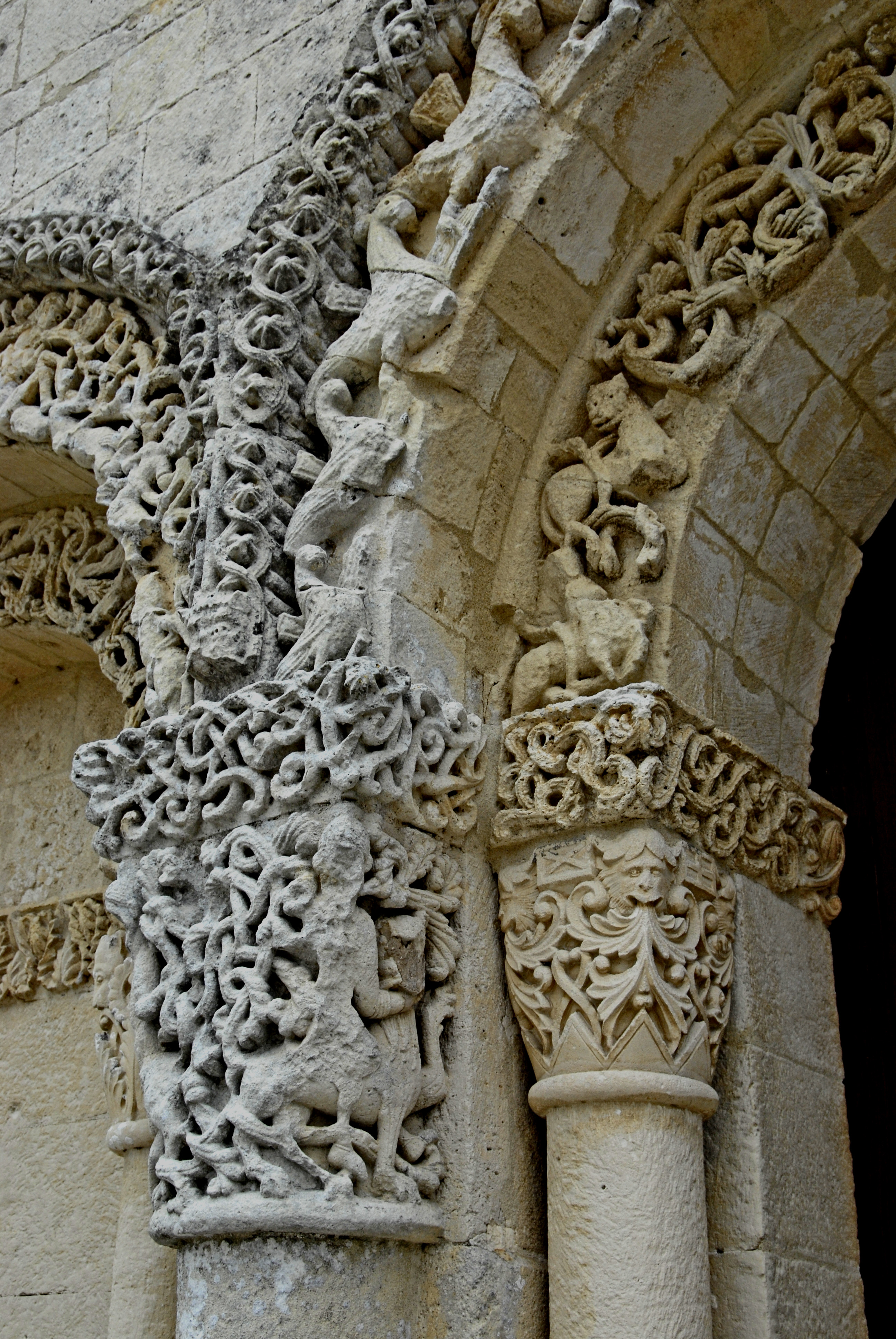
Kapitelle Hauptportal links

Der Chor hat die niedrigste Höhe aller Bauglieder. Seine Wände werden durch vier kräftige, rechteckige Wandpfeiler verstärkt, die bis zu Traufhöhe hinaufreichen. Das Joch ist von einem Satteldach mit etwa 25 Grad Neigung überdeckt, das in das halbe Kegeldach der Apsis übergeht. Die Konturen an der östlichen Turmseite verraten, dass das Chordach einmal steiler gewesen ist. Die Traufausbildung und die Dacheindeckung entspricht denen des Querhauses. Die Fenster entsprechen denen des Abschnitts: Inneres/Chor. Die Fenster des Chorjochs sind mit einem seitlich und oben umlaufenden Rundstab verziert. Die Keilsteinbögen aller Chorfenster werden von skulptierten Kragprofilen überfangen.

## Die Fassade
Die Fassade und ihre Skulptur aus dem 12. Jahrhundert ist der eigentliche kunsthistorische Schatz des ehemaligen Prioratskirche Notre-Dame von Corme-Écluse.

### Grobgliederung
Die horizontale Unterteilung der Fassade erfolgt in zwei Geschosse und in ein Giebelfeld. Das Erdgeschoss ist etwa doppelt so hoch wie das Obergeschoss.
Das Erdgeschoss wird oberseitig begrenzt durch ein kaum ausladendes, aber breites Schmuckband, dass sehr feingliedrig und tiefgründig skulptiert ist, und über die seitlichen Wandpfeiler durchläuft. Das Obergeschoss wird oben begrenzt durch ein recht weit ausladendes Kragprofil, dessen Vorderseite geometrische Strukturen aufweist. Es wird unterstützt durch insgesamt zehn unterschiedlich skulptierte Kragsteine. Das Kragprofil deckt die beiden Pfeilervorlagen gänzlich ab. Darüber beginnt das unstrukturierte Giebelfeld, das an den Seiten zunächst ein Stück senkrecht aufwärts, und dann, etwas über der Dachfläche im Verlauf des Ortgangs in 40 Grad Neigung abgeschlossen wird.
Beide Geschosse werden seitlich begrenzt durch kräftige rechteckige Wandpfeiler.

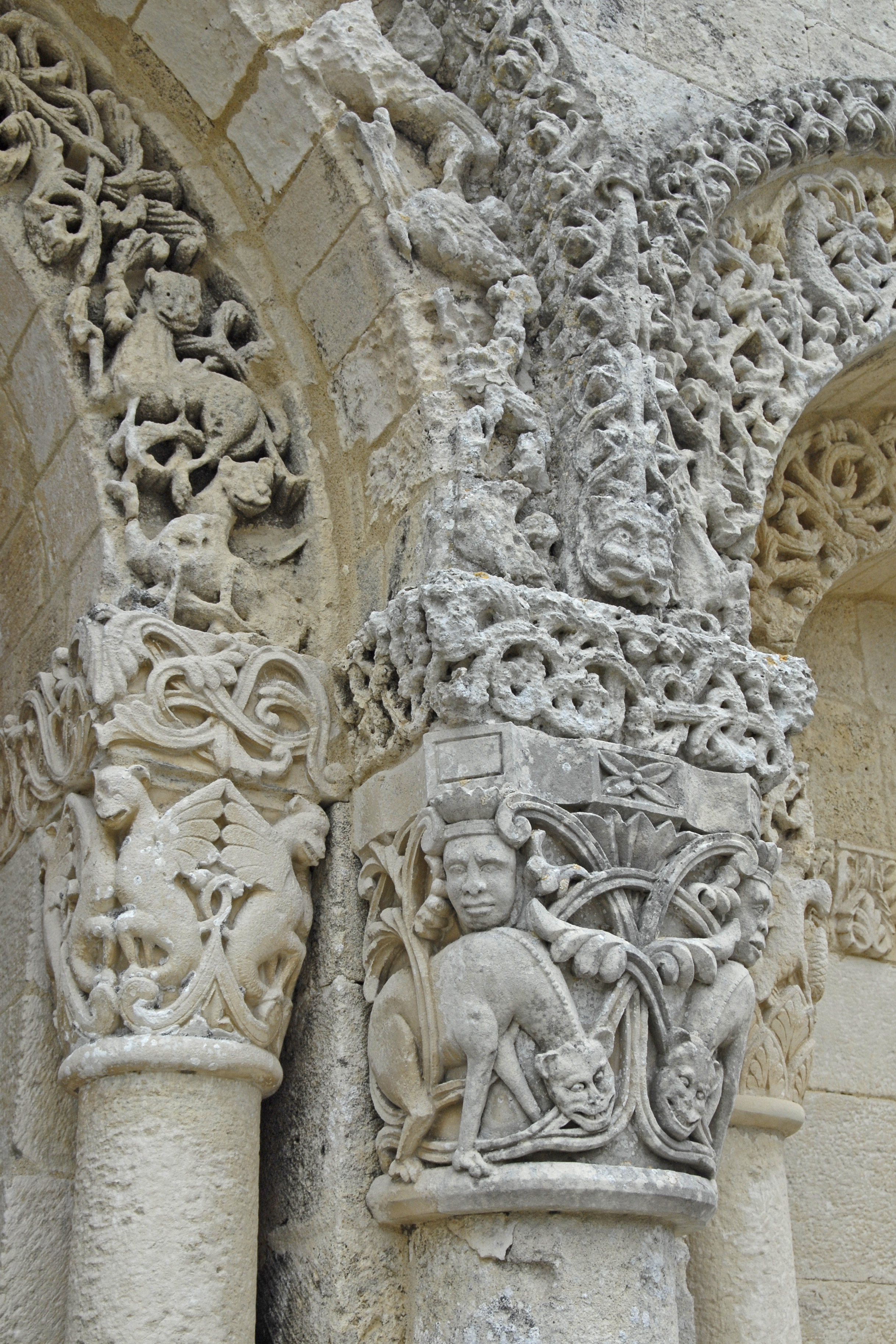
Kapitelle Hauptportal rechts

Das Untergeschoss wird im Wesentlichen eingenommen durch das zentrale Hauptportal und die es flankierenden Scheinportale. Das Hauptportal ist etwas breiter und höher als die Scheinportale. Alle Portale sind zweistufige Archivoltenportale mit Kämpfern in derselben Höhenlage. Alle Archivoltenbögen sind feingliedrig und tiefgründig mit Rankenwerk, tierischen und menschlichen Gestalten skulptiert. Die äußeren Bögen werden überfangen von Bändern mit pflanzlichem Rankenwerk. Die Kämpfer und deren Verlängerung in den Blindfeldern sind ähnlich gestaltet.
Die äußeren Archivoltenbögen stehen zwischen Haupt- und Blindportalen auf halbrunden Diensten mit hohen Kapitellen und Kämpfern. Die äußeren Archivoltenbögen der Blindportale ganz außen stehen auf rechtwinkligen Wandstücken mit Kämpfern. Alle drei inneren Archivoltenbögen stehen auf schlanken Säulen mit skulptierten Kapitellen und Kämpfern. Alle Säulen und Dienste besitzen profilierte Basen, die auf rechtwinkligen Plinthen stehen. Oberhalb der Portale gibt es bis zum geschossteilenden Profil glatte unstrukturierte Wandflächen.
Das Obergeschoss ist eine blinde Zwerggalerie aus zehn Säulen, mit reich skulptierten Kapitellen und Kämpfern und mit profilierten Basen. Sie tragen acht Bögen aus glatten wandbündigen Keilsteinen.
Das Giebelfeld ist allein geschmückt mit einem zentralen, kleinen, rundbogigen Fenster und einem steinernen lateinischen Kreuz auf dem Giebelfirst.

### Feinstrukturen

#### Archivoltenportale

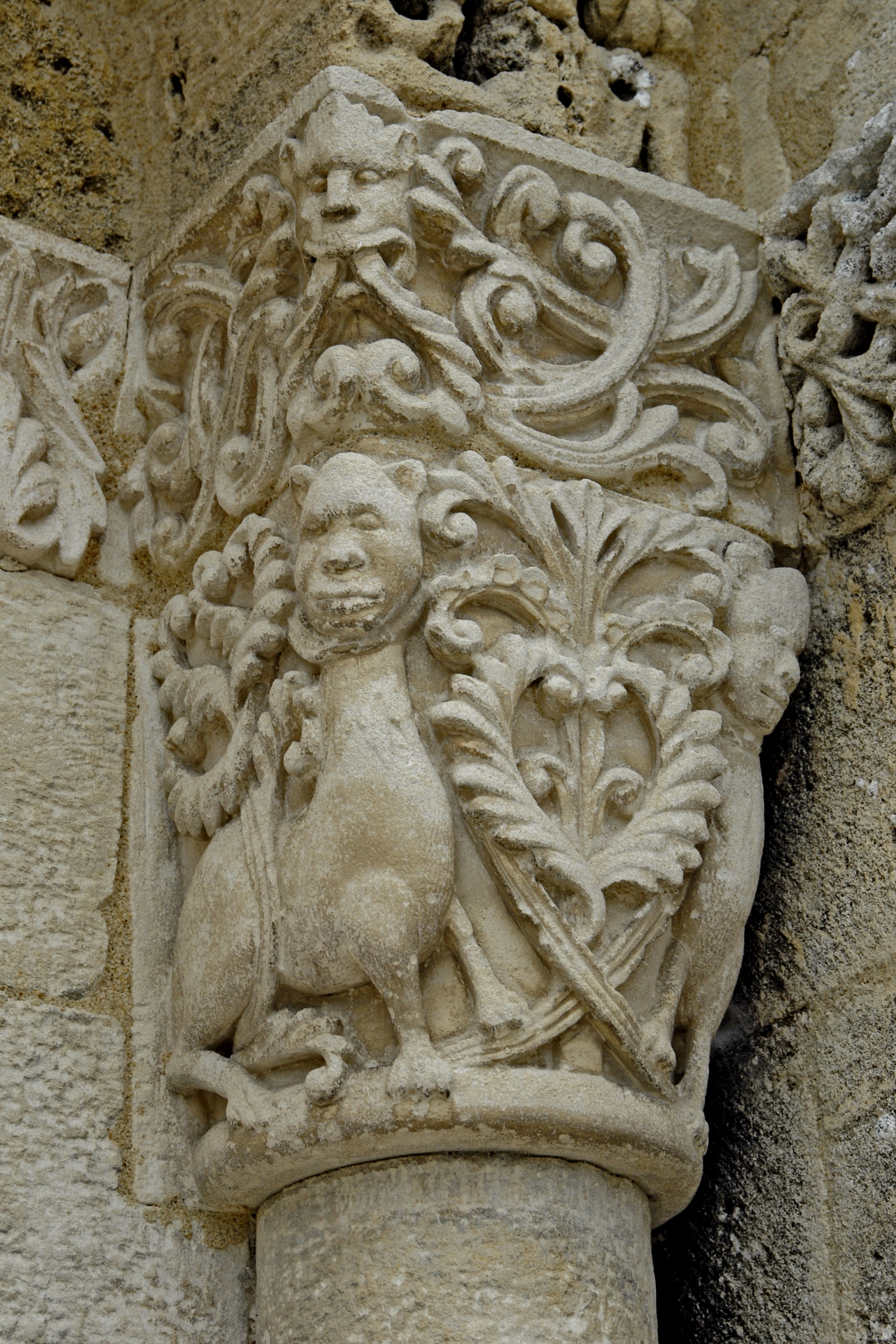
Kapitelle rechtes Scheinportal, rechts

Nur die Stirnseiten der Archivoltenbögen sind skulptiert. Ihre Innenseiten weisen glatte Oberflächen auf.
Der äußere Archivoltenbogen des Hauptportals präsentiert eine Galerie von Vögeln, die der Mitte zustrebenden. Sie werden in den Quellen als Hühner gedeutet. Die jeweils sechs Tiere beidseitig der Mitte sind in der Seitenansicht in tangentialer Anordnung dargestellt und erstrecken sich vom Bogenende bis zur Mitte stets größer werdend über jeweils zwei bis maximal drei Keilsteine. Das äußere und kleinste Huhn steht auf dem Kämpfer, die weiteren scheinen weit aufwärts auszuschreiten, und dabei jeweils einen Flügel nach vorne vorzustrecken. Auf ihren Rücken tragen sie ein trapezförmiges Etwas, über dessen Bedeutung nichts gesagt wird. Das Huhn als Symbol der gläubigen Seele taucht schon in frühchristlichen Mosaiken auf, wie zum Beispiel in Sankt Clemente in Rom. Die beiden obersten und größten Hühner laben sich aus Kelchen, die ihnen von Christus in Frontalansicht mit ausgestreckten, leicht angewinkelten Armen entgegengehalten werden. Er selbst scheint mit gespreizten Beinen zu hocken.
Der innere Archivoltenbogen des Hauptportals trägt ein üppiges und tiefgründig skulptiertes Rankenwerk mit schönen gelappten und gefächerten Blättern. Darin eingewoben sind sechs Löwen, teils mit verrenkten Körpern. Das Rankenwerk symbolisiert den Kampf der Gläubigen gegen die Versuchungen des Bösen. Darin verborgen sind die Repräsentanten der Engel.
Der äußere Archivoltenbogen des linken Scheinportals zeigt ein lockeres Rankenwerk mit gefächerten Blättern in dem sich neun Männer und Frauen verheddert haben, von denen vier, nur die Frauen, die dicken Rankenanfänge im Mund aufnehmen. Entweder wachsen sie aus den Mündern der kämpfenden Menschen, oder sie werden verzehrt (?). Grundsätzlich handelt es sich wieder um den Kampf der Menschen gegen die Versuchungen des Bösen. In einem Fall zwickt ein Mann eine Frau in den Busen. Der innere Archivoltenbogen ist mit Rankenwerk einer über dem Bogen durchlaufenden Ranke bedeckt, die sich in großen kreisförmigen gleichförmigen Spiralen windet und schöne Blattfächer aus je fünf gelappten Blättern ausbreitet.

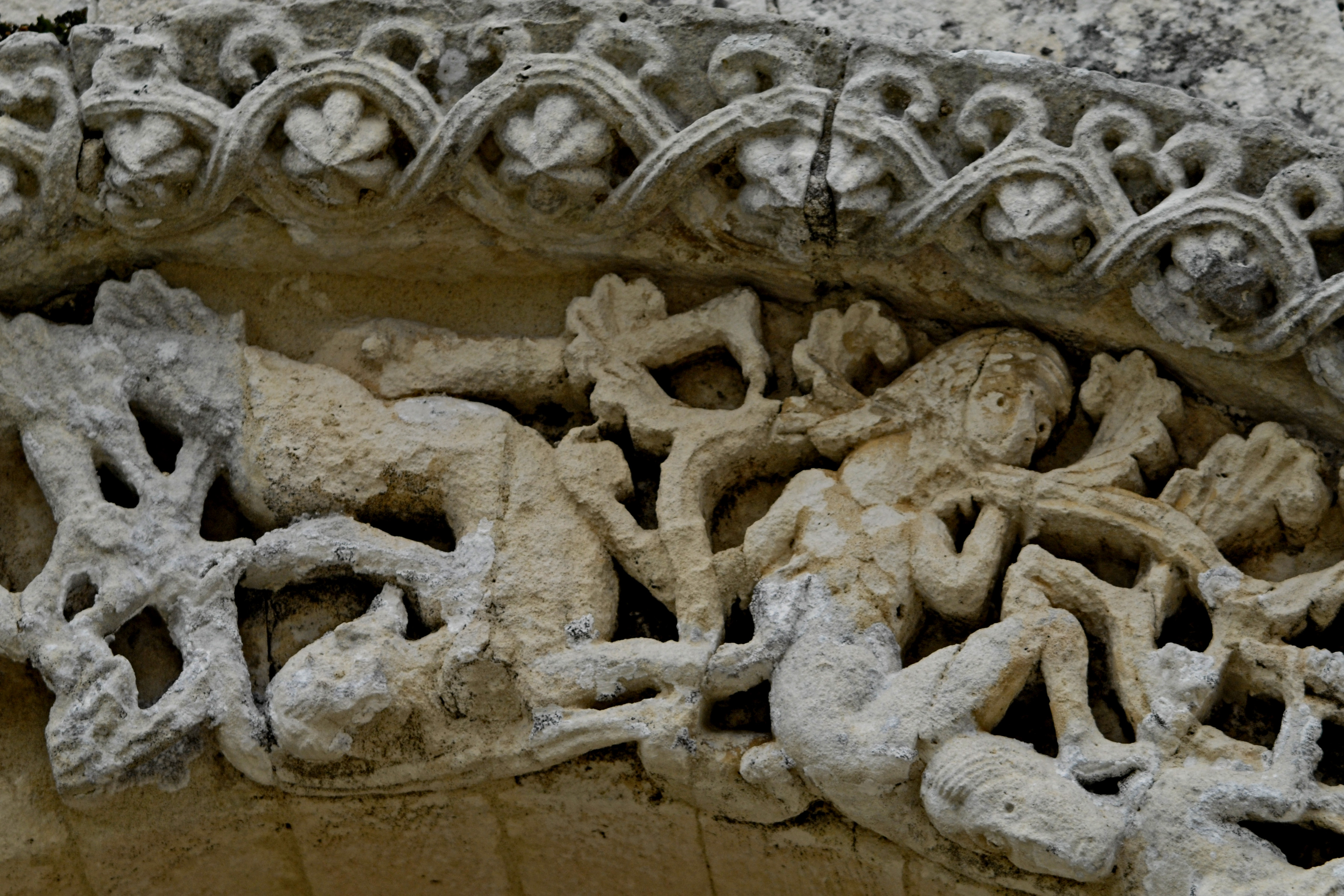
Linkes Scheinportal, Bogenscheitel, Männlein und Weiblein

Beim gegenüberliegenden rechten Blindportal zeigen die Archivoltenbögen Skulpturen zum selben Thema. Der äußere Archivoltenbogen versteckt in seinem Rankenwerk kämpfende Greifvögel, auch hier mit verrenkten Körpern, die sich mit ihren Schnäbeln in die Ranken verbissen haben und sich mit ihren Krallen an ihnen festhalten. Der innere Archivoltenbogen trägt fast über die ganze Ausdehnung ein wildes Rankenwerk. Nur an den beiden Bogenenden verbiegen sich zwei Personen in dem Gewirr und haben den Rankenanfang im Mund aufgenommen.

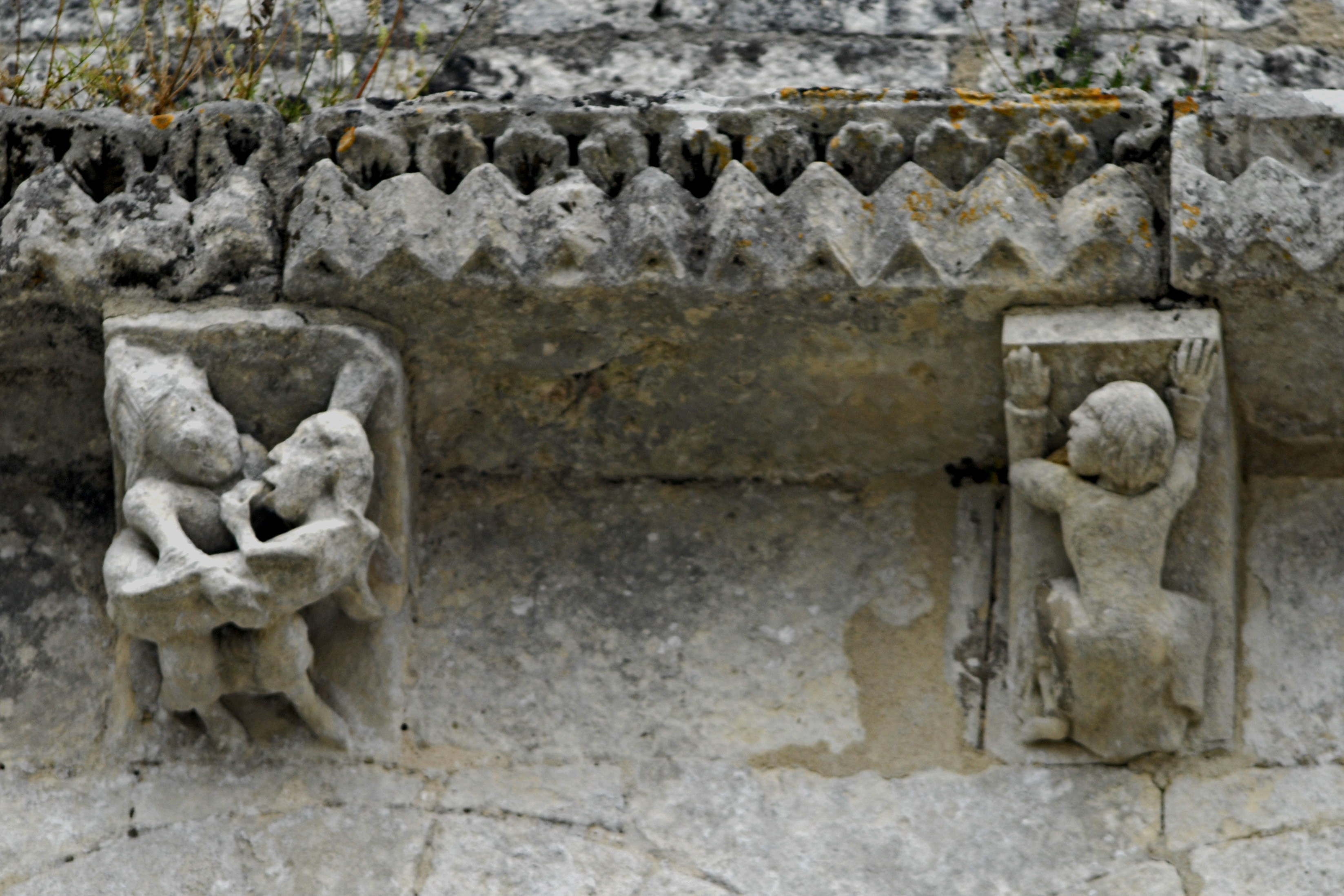
Kragsteine OG, Nr. 1 + 2

Die Skulpturen der Kapitelle, Kämpfer und Bänder unmittelbar unter- und oberhalb der Portalbögen behandeln gleiche oder verwandte Themen. Das über alle drei Portale in gleicher Höhe durchlaufende Kämpferband trägt unterschiedlich Ranken- und Blattwerke. An verschiedenen Kämpferecken sind kleine Monsterköpfchen eingearbeitet, in deren Mäuler die Rankenenden aufgenommen werden. Der Kämpfer des linken Scheinportals (innen rechts) trägt eine nackte weibliche Person im Rankenwerk, mit abgewinkelten Unterschenkeln, die ihren Fuß mit der Hand hält. Der Kämpfer des gleichen Portals (außen links) ist mit zwei Vierbeinern und Rankenwerk geschmückt, die sich auf der Ecke in einem Kopf vereinen. Die fortgeschrittene Verwitterung lässt nur vermuten, dass es sich um Löwen handelt.

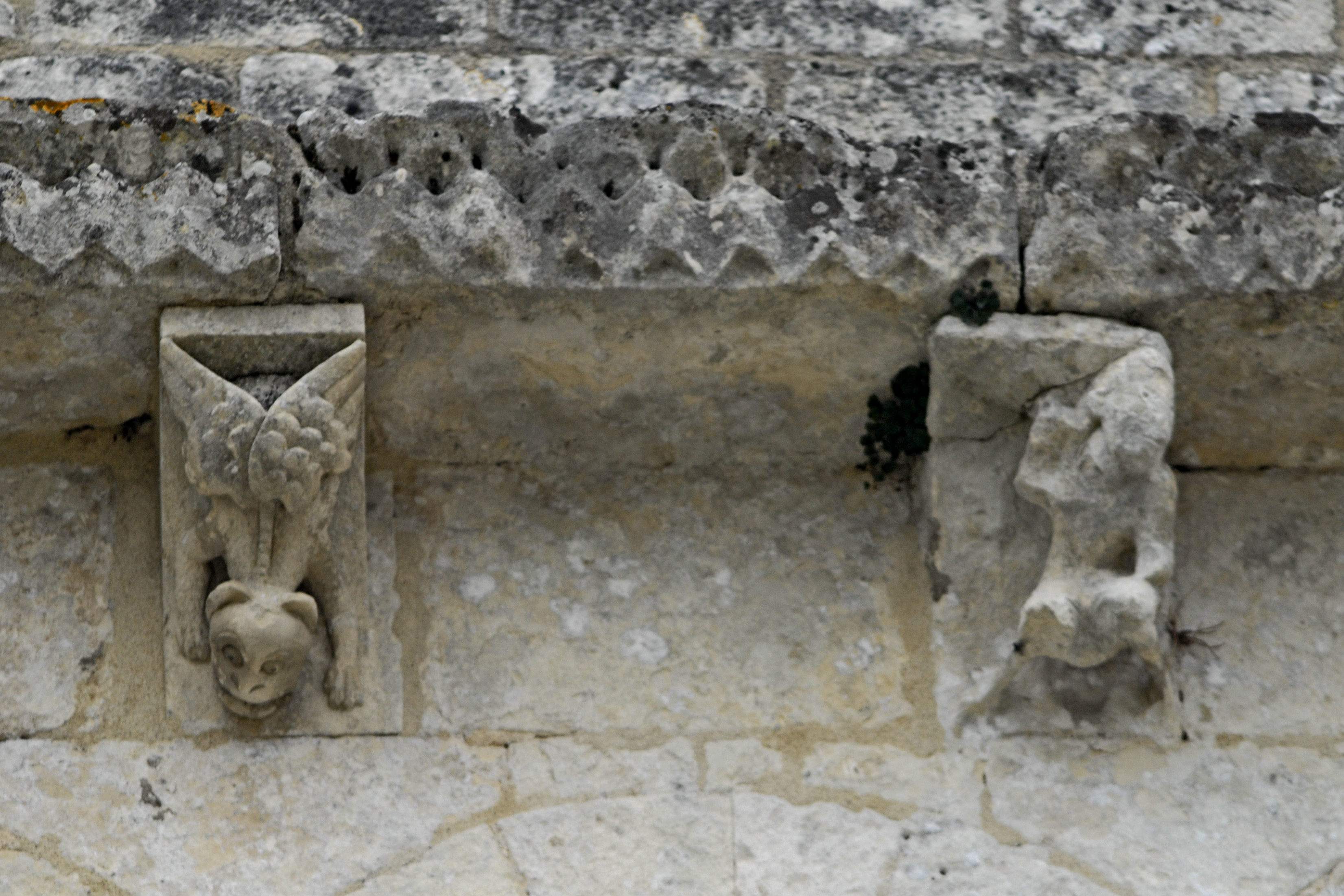
Kragsteine OG, Nr. 3 + 4

Das große Kapitell links des Hauptportals trägt in wildem Rankenwerk zwei Personen, die auf auswärts gewandten Löwen reiten. Sie sind von starken Verwitterungsschäden betroffen. Die Skulptur des großen Kapitells auf der linken Portalseite ist in jüngerer Zeit restauriert worden. Dort stehen seitlich zwei Löwen und beugen ihre Köpfe auf der Vorderseite bis fast auf den Boden. Über ihren Rücken erscheinen zwei Menschenköpfe mit kronenartigen Kopfbedeckungen. Zwischen den Leibern hindurch wachsen wieder Ranken, die in Blättern enden, aber hier geordnet und symmetrisch. 
Das kleine Kapitell links des Hauptportals besitzt an den oberen Ecken kleine Monsterköpfe, aus denen schönes Blatt- und Rankenwerk über das Kapitell hinunter wächst. Rechts des Haupteingangs wird das Kapitell mit vier geflügelten und aufgerichteten Monstern geschmückt. Das kleine Kapitell links im linken Blindportal ist völlig verwittert und gänzlich unkenntlich. Rechts gegenüber findet sich ein Kapitell im restaurierten fast neuen Zustand. 
Aus Monsterköpfen an den Ecken wachsen Ranken, die ein schönes Blattwerk versorgen. Das kleine Kapitell links im rechten Scheinportal stellt vier Greifvögel dar, mit ausgebreiteten Flügeln, die sich über Pinienzapfen hermachen, die aus dem Blattwerk am unteren Rand des Kapitells aufragen. Rechts gegenüber stehen auf den Ecken des Kapitells hoch aufgerichtete Löwen mit menschlichen Gesichtszügen. Zwischen ihnen wächst symmetrisch feingliedriges Blattwerk.
Außen- und oberseitig der Archivoltenbögen der drei Portale kragt ein breites Schmuckband aus, auf dem sich Spiralen von Ranken mit Blättern und Früchten ausbreiten, alles detailliert ausgearbeitet. An den vier unteren Enden der Schmuckbänder, unmittelbar auf den Kämpfern, gibt es noch kleine Monsterköpfe, aus denen die Ranken der Bänder hervorquellen, oder darin verschwinden (?).

#### Das Obergeschoss

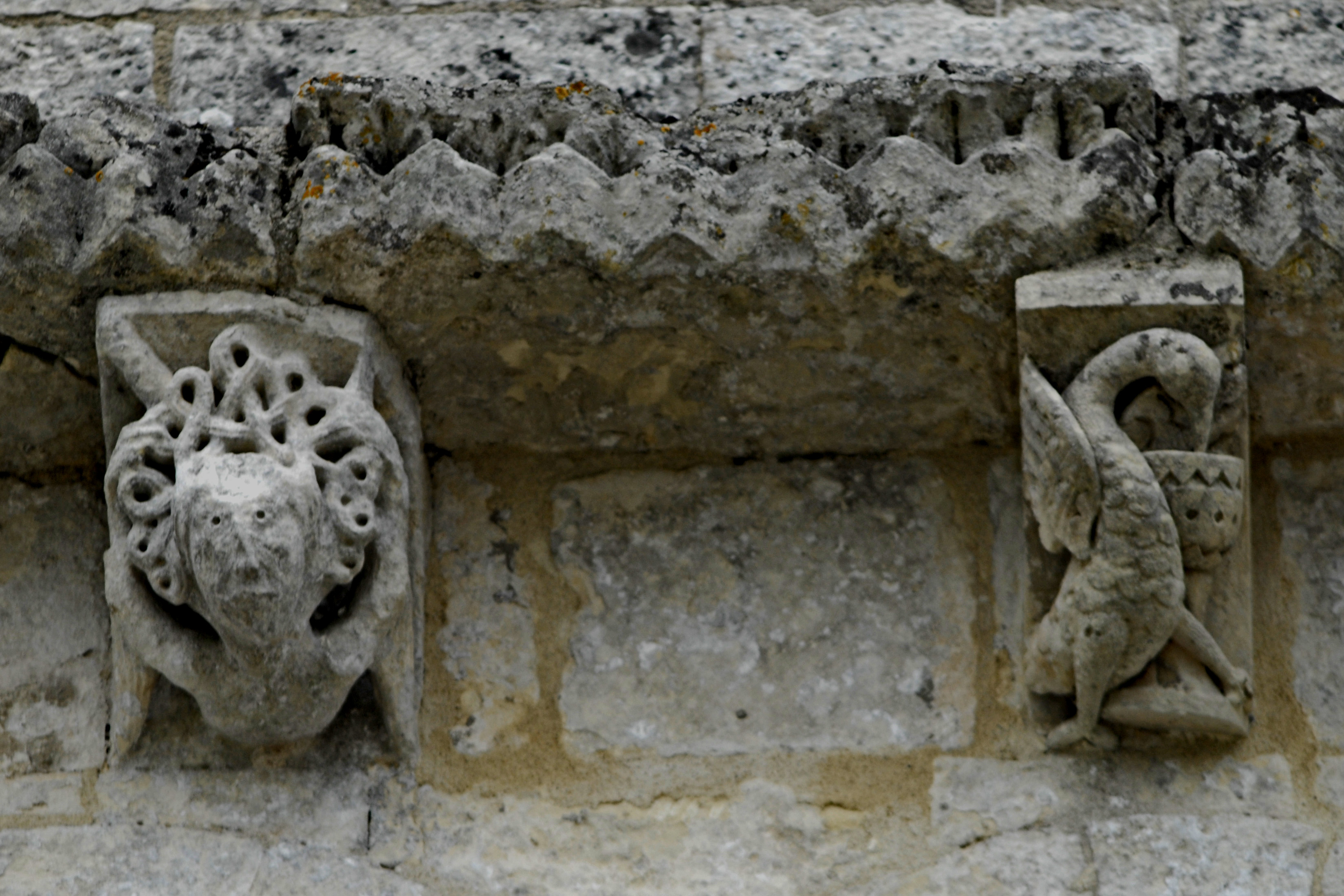
Kragsteine OG, Nr. 5 + 6

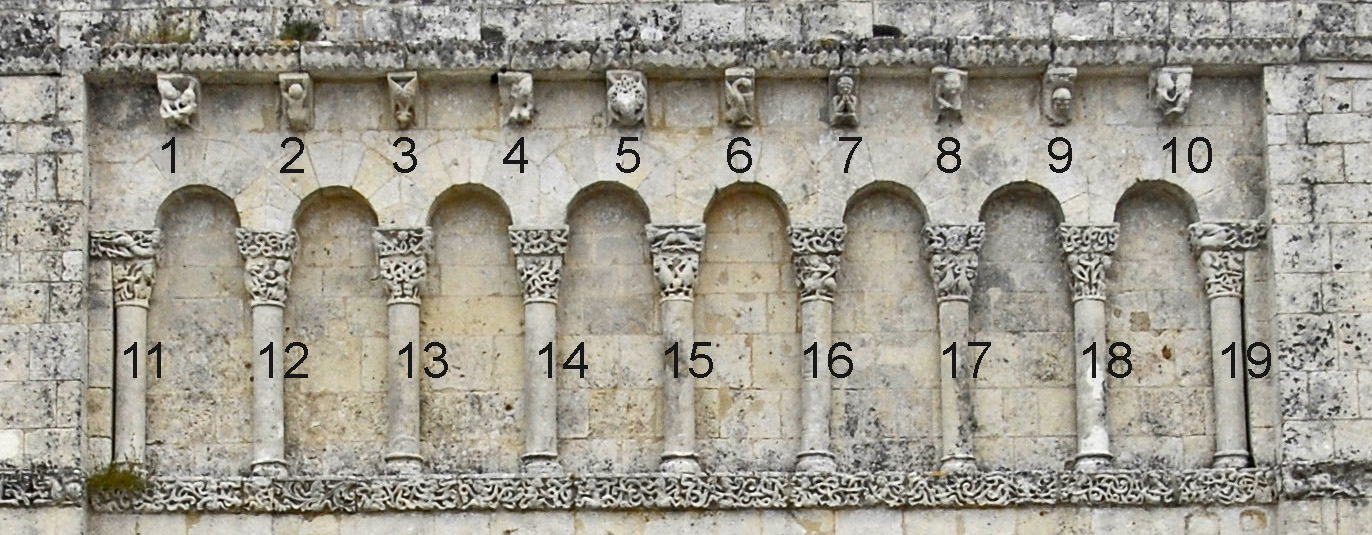
Nummerierung Kragsteine und Kapitelle im Obergeschoss

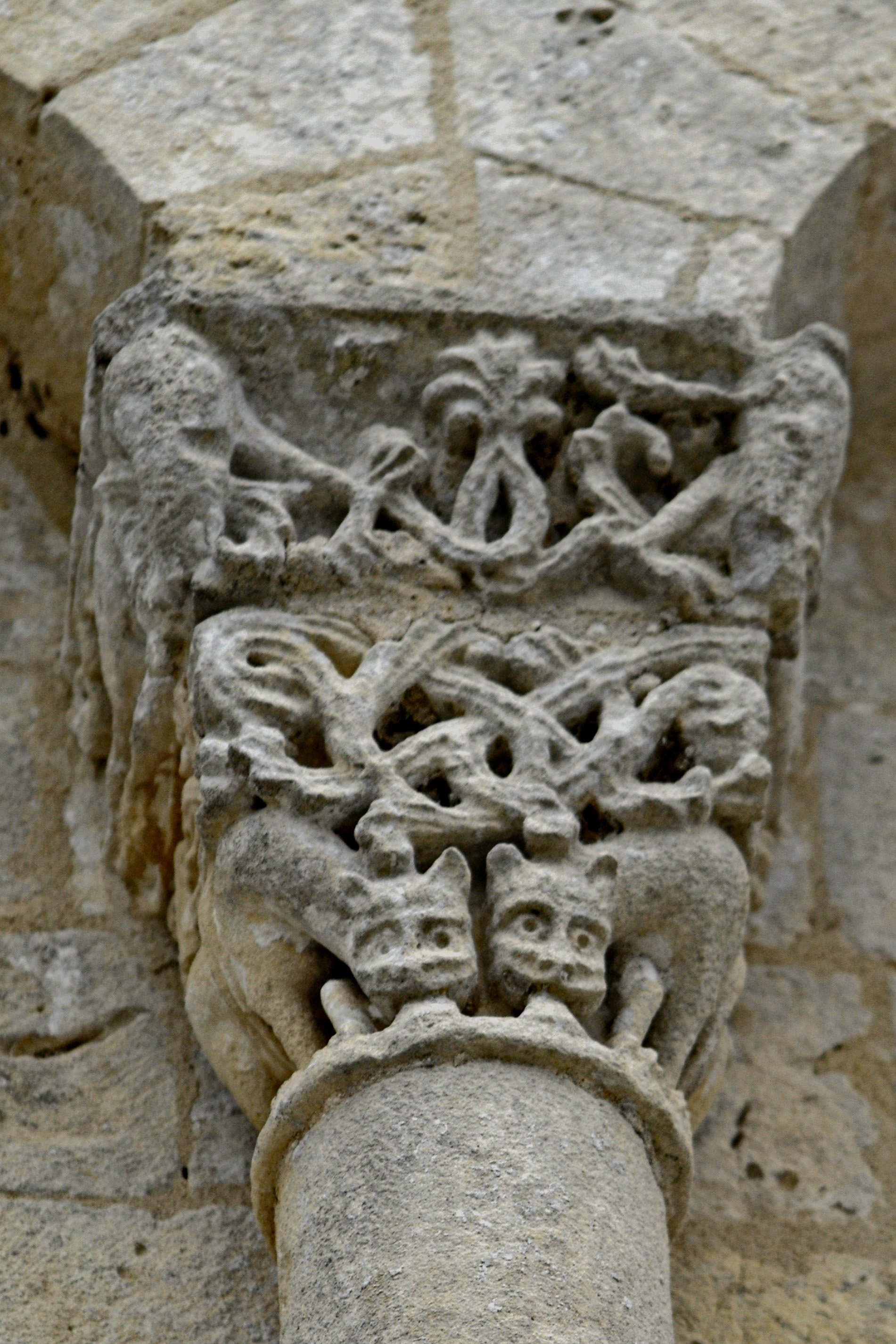
Kapitell OG, Nr. 13

Das breite geschossteilende Schmuckband zwischen Erd- und Obergeschoss der Fassade ist mit einem wilden Rankenwerk tiefgründig skulptiert. Die Fortsetzungen dieses Bandes auf den seitlichen Pfeilervorlagen sind mit tierischen Skulpturen ausgestattet. Auf der linken Seite liegen zwei Hunde oder Löwen sich gegenüber, begleitet von Ranken. Auf der Gegenseite ist das Band noch stärker verwittert. Es lässt sich aber vermuten, dass auch hier vierbeinige Tiere gelegen haben.
Das Kraggesims zwischen Obergeschoss und Giebelfeld ist geometrisch skulptiert, in Art eines Zackenbandes.

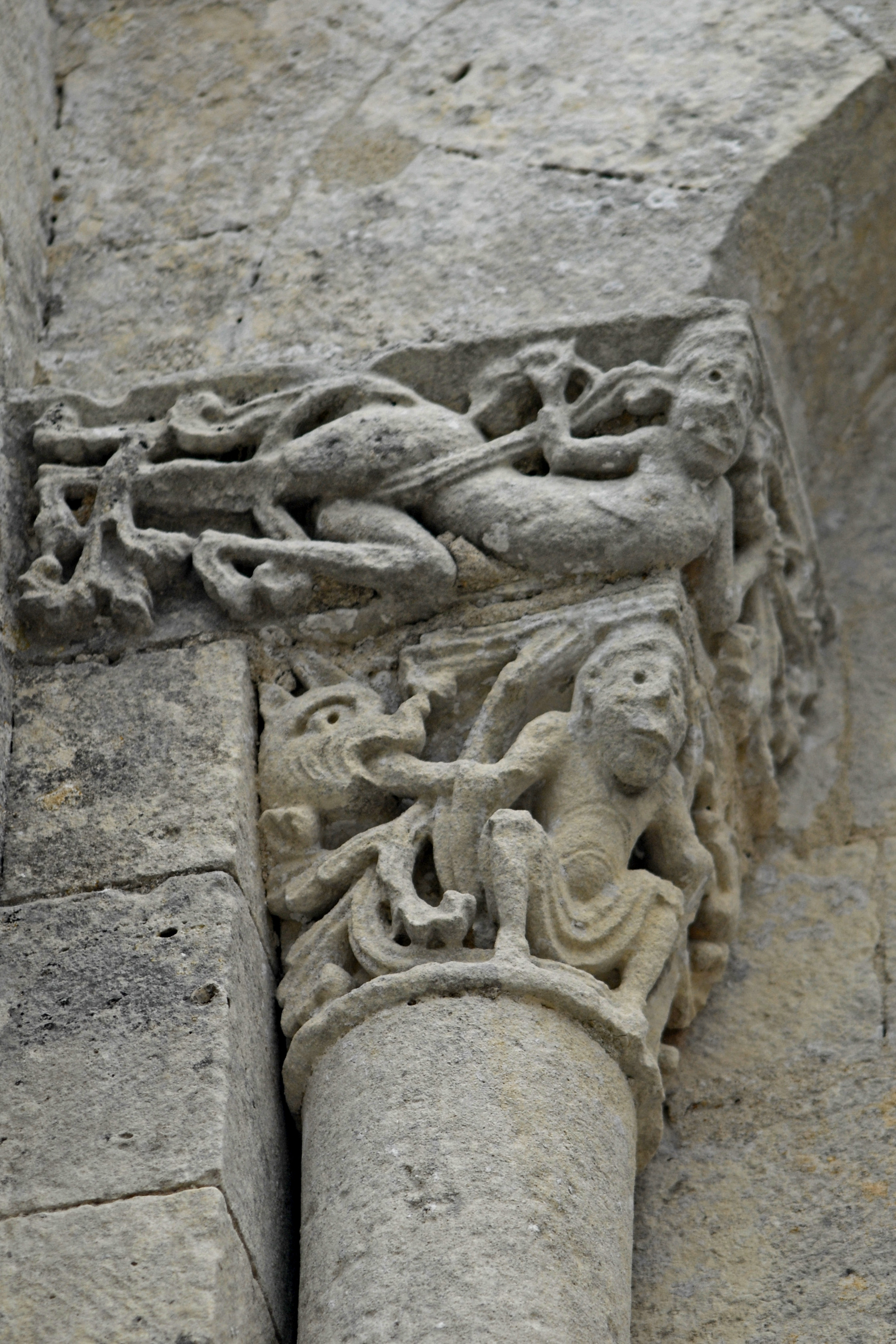
Kapitell OG, Nr. 11

##### Die Kragsteinskulpturen Nr. 1 bis 10
Die Bezifferung erfolgt von links außen bis rechts außen.
- Nr. 1: Hier ist ein Paar in inniger Zuneigung dargestellt. Eine offensichtlich unbekleidete weibliche Person sitzt oder liegt auf den Oberschenkeln eines Mannes mit Kopfabdeckung und fußlanger Kleidung und wird von ihm mit links an ihrer Schulter und mit rechts an den Hüften gehalten. Ihre Gesichter haben sich genähert. Ob die Frau einen Hemdknopf des Mannes öffnet, oder sich etwas zum Munde führt, ist nicht eindeutig feststellbar. Nach einer französischen Quelle ist es „eine schöne Darstellung der Unkeuschheit, oder was die Kirche als die Sünde des Fleisches bezeichnete“.
- Nr. 2: Eine männliche Person in körperlangem Talar kniet auf dem Boden und hat den Oberkörper unterwürfig weit vorgeneigt und sich auf dem Boden mit den Unterarmen abgestützt. Der Talar könnte auf einen betenden Geistlichen hinweisen.
- Nr. 3: Hier wird ein Tier der Phantasiewelt des Mittelalters gezeigt, und zwar von oben betrachtet. Es handelt sich um einen Vierbeiner, der auf dem Boden liegt, die Pranken seitlich gelagert. Der kugelige Kopf mit Katzenohren könnte einen Löwen gehören, der allerdings auf dem Rücken Flügel trägt. Also ein geflügelter Löwe, der das Symbol des Evangelisten Markus ist.
- Nr. 4: Dieser Kragstein ist stark verwittert und vermutlich nicht mehr vollständig. Die rechte Hälfte nimmt eine Person ein, die sich auf dem Boden hingehockt hat. Sie erhebt die rechte Hand und stützt sich mit der linken auf den Knien ab. Der linke Teil der Skulptur fehlt offensichtlich.
- Nr. 5: Dieses charmante Porträt einer weiblichen Person wird „Die Gorgone von Corme-Écluse“ genannt. Die Gorgonen der Mythologie (Medusa, Euryale und Stheno) hatten einen Kopf mit „Aureolen aus zornigen Schlangen“. Die kunstvolle Frisur dieser Person ist aber alles andere als ein Schlangennest. Sie kann demnach auch keine Gorgone sein. Eine französische Quelle stellt die Haltung der Arme in Form eines Kreises heraus, der weder Anfang noch Ende hat, und das Symbol der Unendlichkeit und des Absoluten darstellt. Die Skulptur setze somit ein Zeichen mit hohem Spiritualismus. Diese Art von üppiger Frisur sollte im Mittelalter bei den betreffenden Frauen Gewöhnlichkeit und Unkeuschheit repräsentiert haben. Der Bildhauer habe bei dieser Frau aber eher die positive Qualifikation von Akrobaten erfüllt gesehen. Die Skulptur vertrete die spirituelle Suche des 11. und 12. Jahrhunderts, als Vorbereitung für den Himmel. Jedenfalls gehören die Idee und ihre Darstellung zum Exquisitesten, was die Steinmetzkunst der damaligen Zeit bei kleinteiligen und eher untergeordneten Werken zu bieten hat.
- Nr. 6: Auf diesem Kragstein trinkt ein großer, aufgerichteter Vogel, etwa eine Gans, mit empor gestreckten Flügeln aus einem großen verzierten Kelch. Hier wird etwa die gleiche Symbolik gezeigt wie die im Scheitel des Archivoltenhauptportals.
- Nr. 7: Man erkennt eine männliche Person in Frontalansicht, die ihre Beine in hockender Stellung eng zusammengeklappt hat. Sie hält vor ihrer Brust die Hände zum Gebet gefaltet, den Kopf etwas nach vorne gebeugt, und voll konzentriert.
- Nr. 8: Wieder ein hockender Mann, in völliger Ruhe, mit einem quadratischen Anus gekennzeichnet, erdverbunden und animalisch.
- Nr. 9: Hier ist ein Kopfporträt vermutlich eines jungen Mannes dargestellt, gut ernährt und leicht amüsiert. Er trägt eine außenseitig glatte helmartige Kopfbedeckung, oberseitig kugelförmig gerundet, hinter den Augen bis unter das Kinn reichend geschlossen. Über der Stirn ist in ihrer Mitte ein spitzer Zipfel der Mütze etwas heruntergeführt. Der ganze Kopf wird rundum mit einem rosettenartig gefalteten breiten Kragen eingerahmt.
- Nr. 10: Der letzte Kragstein besitzt wieder die Skulptur eines menschlichen Paares, vermutlich gänzlich unbekleidet. Der Mann hockt fast in gestreckter Haltung auf einer nicht erkennbaren Sitzgelegenheit. Auf seinen Oberschenkeln sitzt rittlings die Frau, mit angewinkelten Beinen. Ihr sichtbarer linker Arm liegt auf ihrem Rücken. Ihre Münder im Profil scheinen sich zum Kuss zu nähern. Der sichtbare rechte Arm des Mannes ist leicht abgewinkelt und trägt in der nach oben geöffneten Hand eine flache Trinkschale, die er seiner Liebsten darreicht. Die französische Quelle spricht von einem edelsten Wein, wie ein „Dom Pérignon“, den es damals noch nicht gab. Das Bild erinnert etwas an die Darreichung der Kelche an die Vögel durch die Hände Christi. Wie die Seelen nimmt das Paar den Becherinhalt auf, mit dem Segen der Kirche, vereint im Fleische und im Geiste.

##### Die Kapitellskulptur der Blendarkaden Nr. 11 bis 19
Die Bezifferung erfolgt von links außen bis rechts außen.
- Nr. 11: Die Kämpferplatte, bis gegen die Pfeilervorlage gezogen, zeigt einen sich durch das Rankenwerk der Niederungen der Welt kämpfenden Menschen, Symbol für die Gewinnung des Wegs zum Himmel. Hier wird zitiert: „...je zwei Schritte vor, und je einen zurück...“ Auf dem Kapitell darunter hockt, leicht nach vorne gebeugt, ein Mensch auf einem Thron. Sein Gewand deutet auf eine höhere Stellung. Er streckt de Arme seitlich weit aus. Die Hände verschwinden in den Mäulern des „Malin“ (des Bösen, und König der Welt). Das schöne weit gefächerte Blatt an den Enden den Ranke ist ein Symbol der Erde.
- Nr. 12: Der Kämpfer weist ausschließlich wildes Rankenwerk auf. Auf dem Kapitell versucht eine Frau ein Tier zu locken und zu zähmen, ist hier aber nicht eine Schlange, sondern vermutlich ein Löwe im Rankengewirr zu sehen. Nach französischen Quellen geht es um die Rehabilitierung der Frau in der Gesellschaft des Mittelalters, die bis dahin durch Luxuria (Unkeuschheit) und Ausschweifung geprägt war, bis sie die Frucht zur Verteidigung Adams und seiner Nachkommen entdeckte.
- Nr. 13: Der Kämpfer zeigt Vögel, denen nur noch die Körper und die Beine verblieben sind. Diese repräsentieren den geistigen Weg zum Himmel. Mehr als zwei Verzweigungen enden in einem sieben- lappigen Blatt. Das Blatt symbolisiert die Erneuerung und die sieben Lappen die tägliche Arbeit. Die Zahl sieben wird in den Regeln des heiligen Benedikt als heilig beschrieben, aus der Zahl Vier resultiert das Symbol des Himmelreichs. Das Kapitell zeigt im oberen Bereich wieder Rankengewirr. Darunter befinden sich beidseitig des Kapitells zwei Löwen (Engel), deren Köpfe bis fast zum Boden reichen, und dort etwas fressen. Sie stehen mit ihren Beinen auf einer Astragal (Perlschnur).
- Nr. 14: Die Kämpferplatte ist dekoriert mit Ranken, die sich mehrfach X-förmig kreuzen und in fünflappigen Blättern enden. Das X steht für die Ablehnung, die Fünf ist die Zahl der Erkenntnis. Auch die Weigerung gehörte zur Lehre der Kirche. Auf den oberen Ecken des Kapitells treten Köpfe des Malin hervor, aus deren Mäulern Ranken wachsen, oder von ihnen verzehrt werden (?), die das übrige Kapitell wild bedecken.
- Nr. 15: Die Vorderseite des Kämpfers stellen in Seitenansicht zwei Personen dar, die mit einem Knie den Boden berühren. In akrobatischer Weise lutschen sie synchron an den Zehen ihres zweiten Beins. Ihre sichtbaren Arme liegen auf ihrem Rücken und die Hände auf dessen Verlängerung. Die Gestiken weisen auf die Kontrolle der verschiedenen Körperteile hin, und das Bemühen, um den Weg zum Himmel zu gelangen. Die beiden Tiere auf dem Kapitell werden als Greifvögel gedeutet, die auf die doppelte Natur des Menschen hinweisen. Das Fehlen der Flügel und die Katzenohren könnten aber auch Löwen zugeordnet werden. Die X-förmige Überkreuzung der Beine deutet auf die Ablehnung der kirchlichen Lehre, wie auch die Ablehnung dieser Haltung. Auch hier sind wieder Ranken beteiligt.
- Nr. 16: Auf dem Kämpfer weist das wilde Rankengewirr wieder hin auf den Text: „... zwei Schritten vorwärts, folgt ein Schritt zurück ...“ Auf dem Kapitell wird im Rankengewirr ein vermutlich weiblicher Schütze dargestellt, den Bogen zum Schuss erhoben. Die französischen Quellen gehen davon aus, dass hier Artemis, die ungezähmte griechische Göttin der Jagd (Natur), gemeint ist, mit ihrem immer zum Schuss bereiten goldenen Bogen. Sie ging gnadenlos mit Frauen um, die käufliche „Liebe“ anbieten. Sie war aber gleichzeitig Führerin auf dem Weg der Keuschheit und wie eine Löwin, auf dem Weg der Wollust. Im römischen Himmel ihr gleichzusetzen ist Diana, ebenfalls die Göttin der Jagd, sie tötete Hirsche und Hirschkühe, die Sanftmut und Fruchtbarkeit symbolisierten. Diana stand für den Schutz schwangerer Frauen. Noch bis in das achte Jahrhundert zeugten Konzile von der Verbreitung ihres Einflusses auf die Menschen. Schaut man sich die Darstellung der „Schützin“ etwas genauer an, so erkennt man, dass deren Oberkörper mit dem Körper eines Pferdes verwachsen ist. Diese Mensch-Pferde-Kombination gibt es in der griechischen Mythologie als Kentaur oder Zentaur, überwiegend männlich, aber auch in weiblicher Form. Artemis und Diana waren aber sicher keine Kentauren.
- Nr. 17: In der Mitte des Kämpfers dominiert das Porträt des Malin (des Bösen), der in der Mythologie als Herrscher der Welt eine Krone trägt. Aus seinem Maul wachsen ununterbrochen die Ranken (= Versuchungen), welche die Menschen überwinden müssen, um in das Himmelreich zu gelangen. Auch auf den Ecken des Kapitells sind kleinere Fratzen des Malin zu sehen, aus deren Mäulern Ranken wachsen. Den größeren Teil des Kapitells nehmen aber zwei Vögel mit angelegten Flügeln ein. Sie picken nach den aus den Mäulern hervorkommenden Ranken. Diese „himmlischen Vögel“ helfen den Menschen, die Versuchungen zu bezwingen. Die Seiten des Kapitells und des Kämpfers zeigen nur Rankengewirr.
- Nr. 18: Der Kämpfer zeigt hier ein besonders gut geordnetes Rankenwerk, das regelmäßigem Flechtwerk nahekommt. Die gleiche Schlaufe wird immerhin viermal wiederholt. Das gilt auch für die abwärts gerichteten gelappten Blätter. Im weniger dichten Rankenwerk des Kapitells sitzen zwei Personen und halten sich mit den Händen an den Stängeln der Ranken fest, die in fünflappigen Blättern enden, Symbol des Wissens und der Erkenntnis.
- Nr. 19: Die Kämpferplatte des letzten Kapitells dieser Blendarkaden zeigt ein sich durch das Rankengewirr kämpfendes und beißendes Tier, ein Vierbeiner, vielleicht ein Pferd, das den Menschen behilflich ist. Die Szene wird als Aufruf zur Wachsamkeit gedeutet. Das Kapitell präsentiert einen Pilger, der im Rankendickicht versucht auszuschreiten. Er ist erkennbar, an seinem geschulterten Pilgerstab. Der mithelfende Vogel, eine Taube, macht ihm den Weg frei. Sie wird somit zur geistigen Führerin der menschlichen Schritte.

Galerie Kapitelle 15 - 19

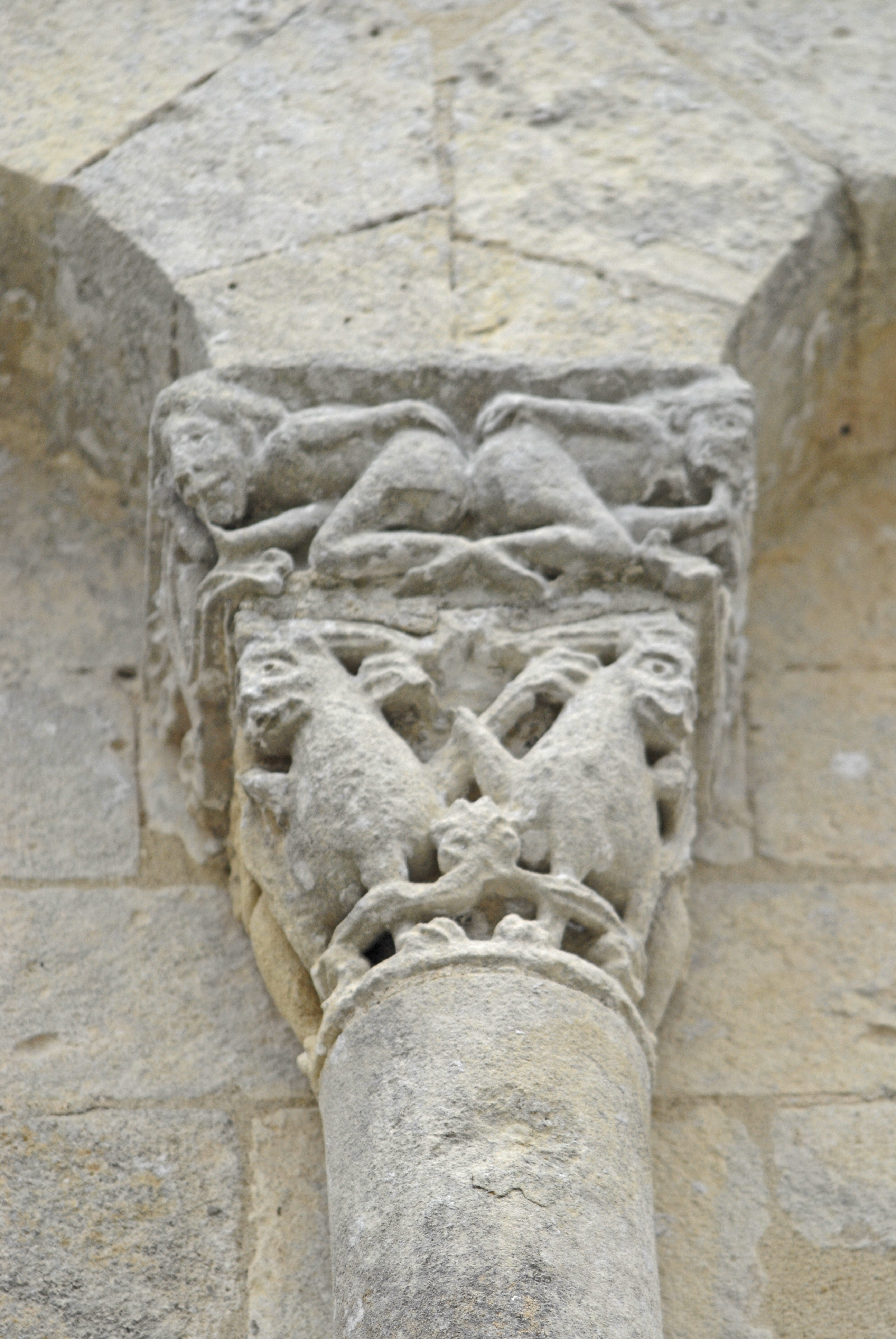
Kapitell OG, Nr. 15
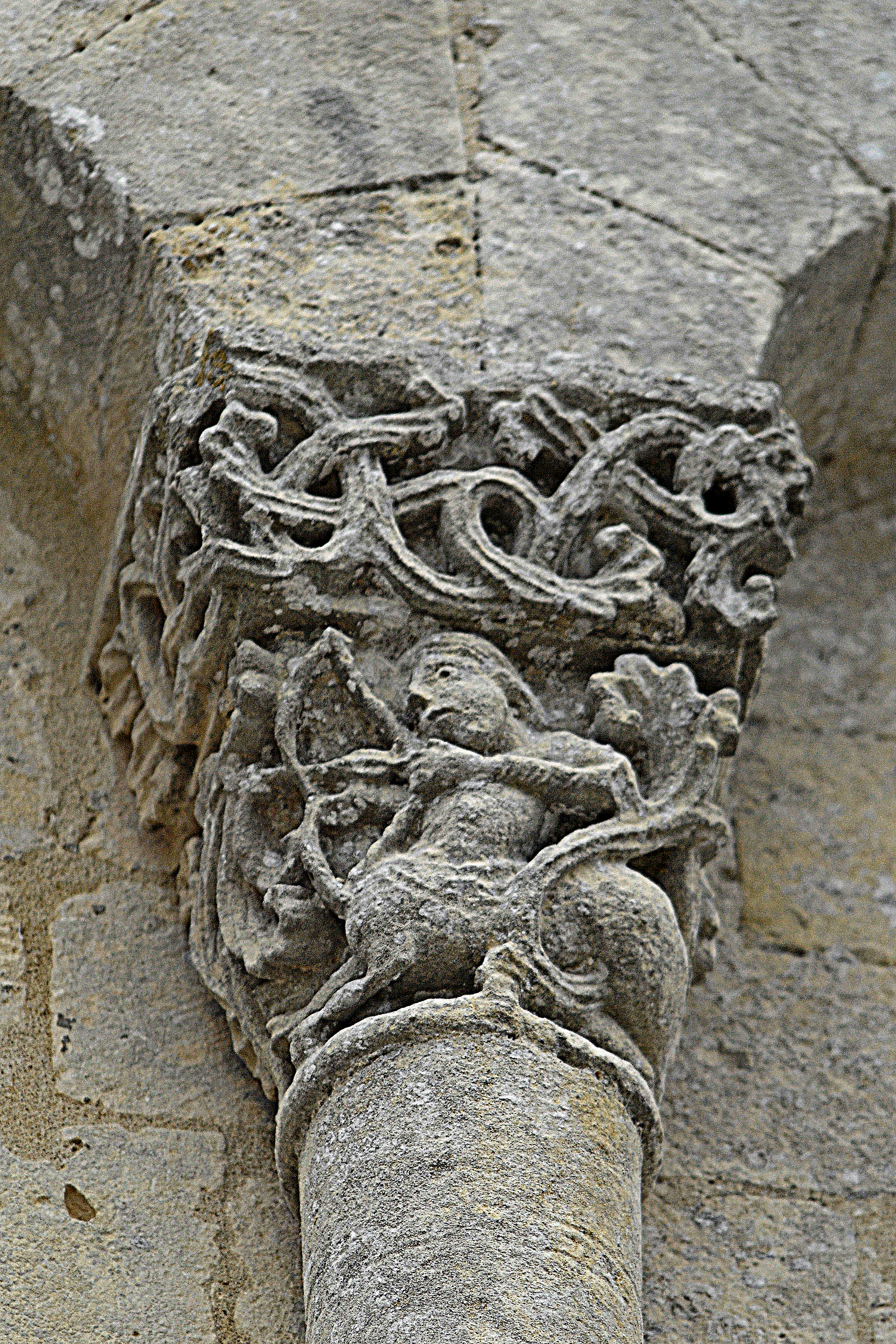
Kapitell OG, Nr. 16
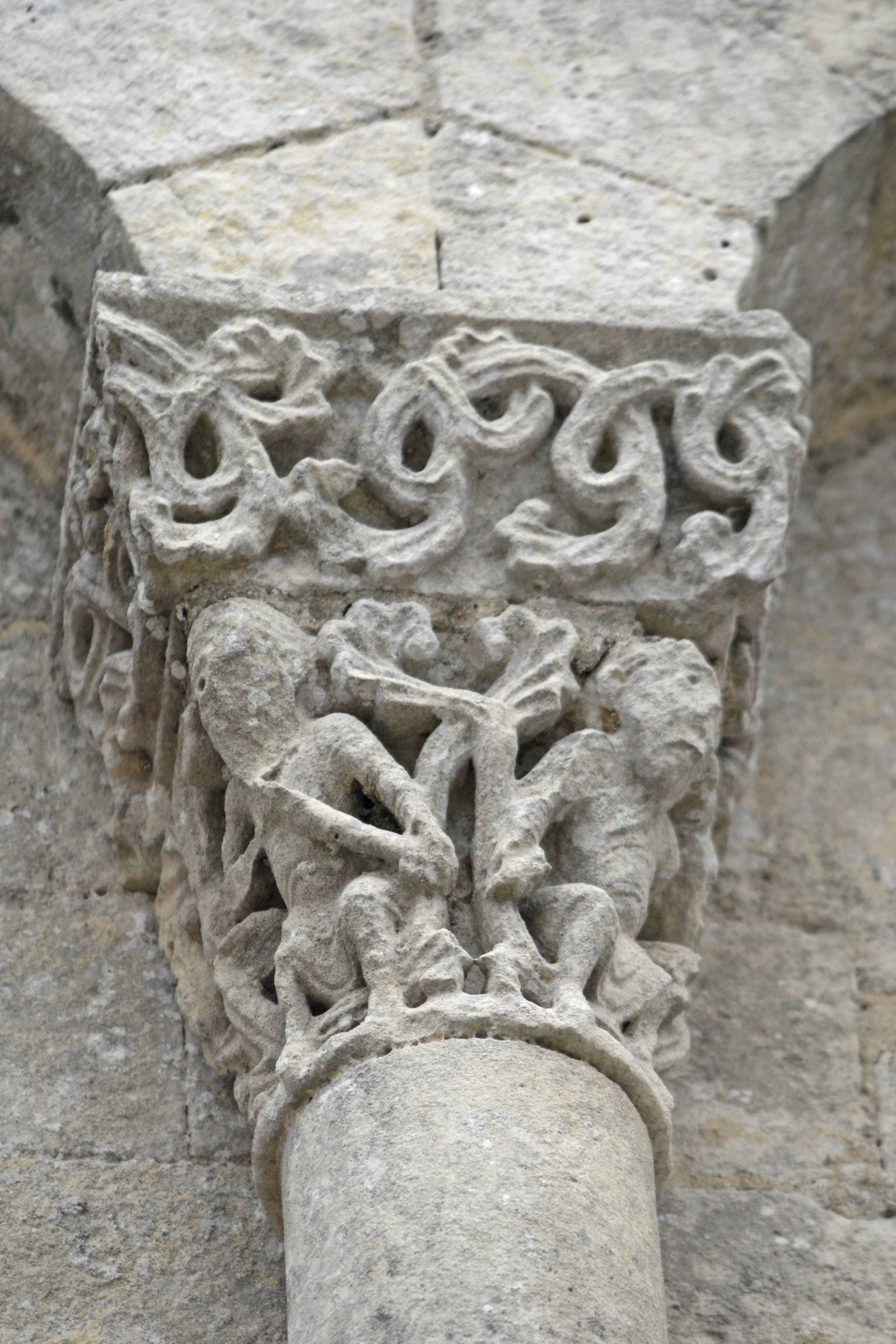
Kapitell OG, Nr. 18
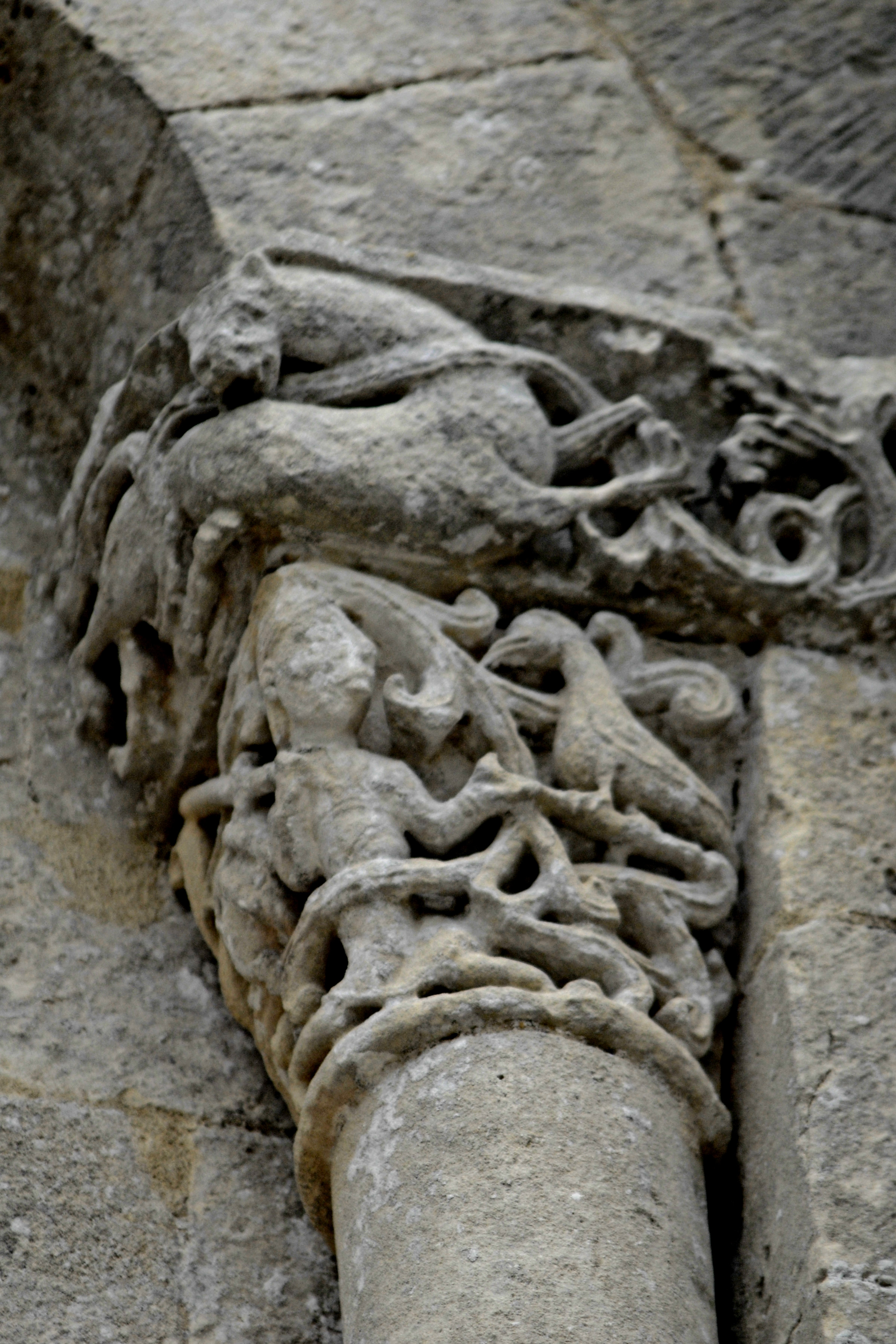
Kapitell OG, Nr. 19